# Museo a Cielo Abierto de Valparaíso
El Museo a Cielo Abierto de Valparaíso es una iniciativa pionera en Chile y está compuesto por 20 murales de diversos estilos pictóricos; ubicados en los faldeos del cerro Bellavista en la principal ciudad portuaria de Chile. Se inaugura en 1992 y participan connotados artistas, algunos de fama mundial como Roberto Matta o Mario Carreño entre otros.

## Historia
El origen de este singular museo se remonta a 1969, cuando a un grupo de alumnos del Instituto de Arte de la Universidad Católica de Valparaíso (actual PUCV), liderados por el profesor Francisco Méndez Labbé, comienzan a pintar grandes murales en los muros de las casas y las murallas de contención del cerro Bellavista. Entre 1960 y 1973 dieron vida a cerca de sesenta murales en diversos lugares de la ciudad. 

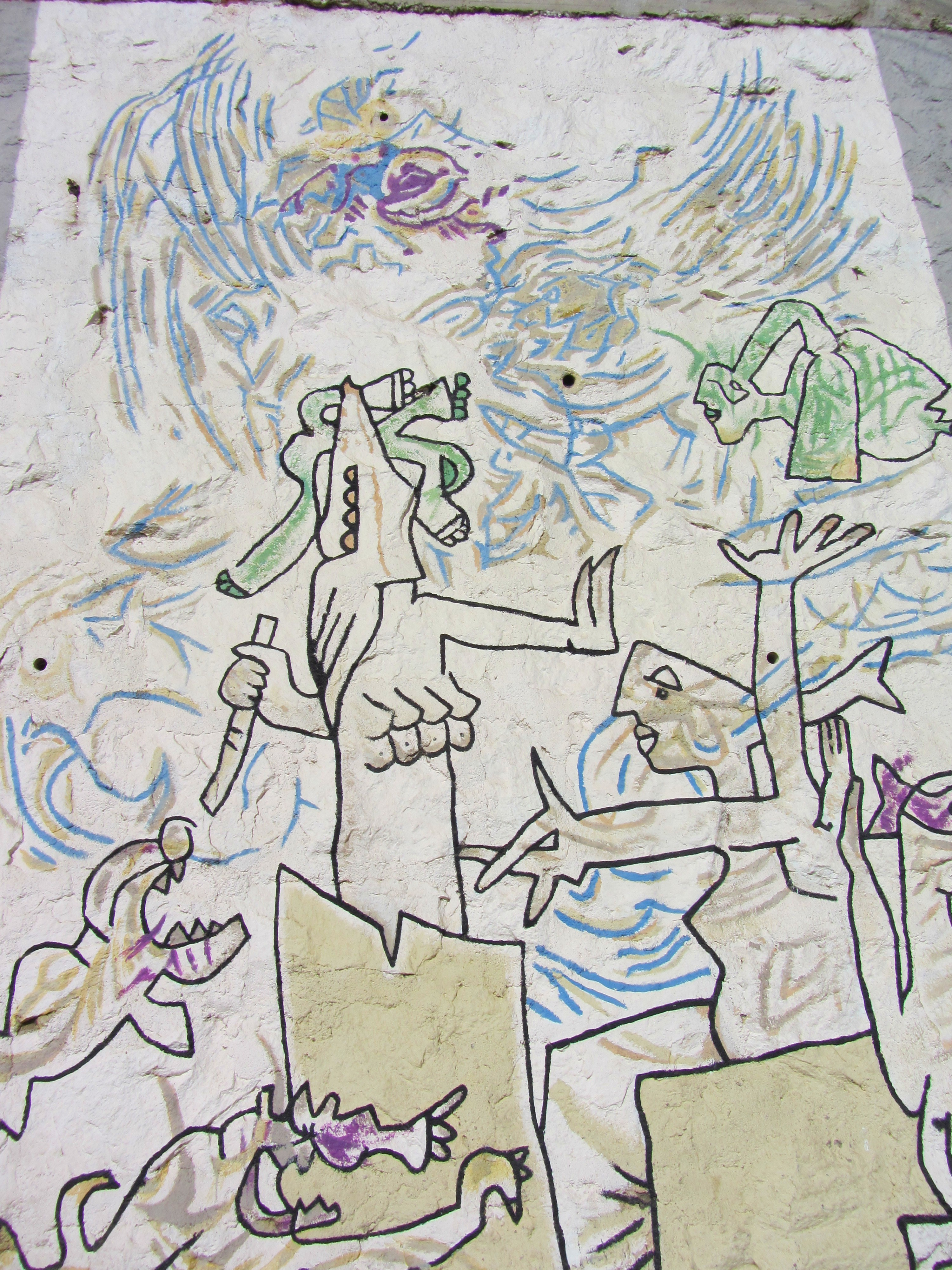
Roberto Matta. Mural 10

A comienzos de 1973, a Nemesio Antúnez -que en ese entonces se desempeñaba como director del Museo de Bellas Artes de Santiago- se le planteó la idea de convocar a diversos pintores para plasmar murales con la idea de realizar un recorrido artístico por los cerros de Valparaíso. El golpe militar de 11 de septiembre obligó a posponer la realización del proyecto, que vino a concretarse solo en 1991 gracias a un convenio suscrito entre la citada universidad y Municipalidad de Valparaíso; proyecto que fue dirigido por Francisco Méndez Labbé y su discípulo-colega pintor Israel Fraiman, primer curador y cofundador.
Se eligió el cerro Bellavista para hacer el museo porque, además de la comodidad de ser céntrico y estar cerca de la Plaza Victoria,  contaba con grandes muros de contención y costados de casas. Como explicaba  Paola Pascual - curadora y diseñadora gráfica de la PUCV- "esto es importante para decir: ‘Ya señor pintor, elija el lienzo que usted quiera’". Además, tiene el ascensor Espíritu Santo, que sirve para llegar a la mitad del recorrido, es decir, "el cerro tenía todas las condiciones aptas para hacerlo accesible a la gente. Se armó así un concepto de museo que contiene una diversidad de pintores, una diversidad de pinturas, en un espacio diverso, donde hay gente de origen socioeconómico bien diferentes, por lo tanto con gente muy diferente. Y esto representa también un poco lo que es Valparaíso".

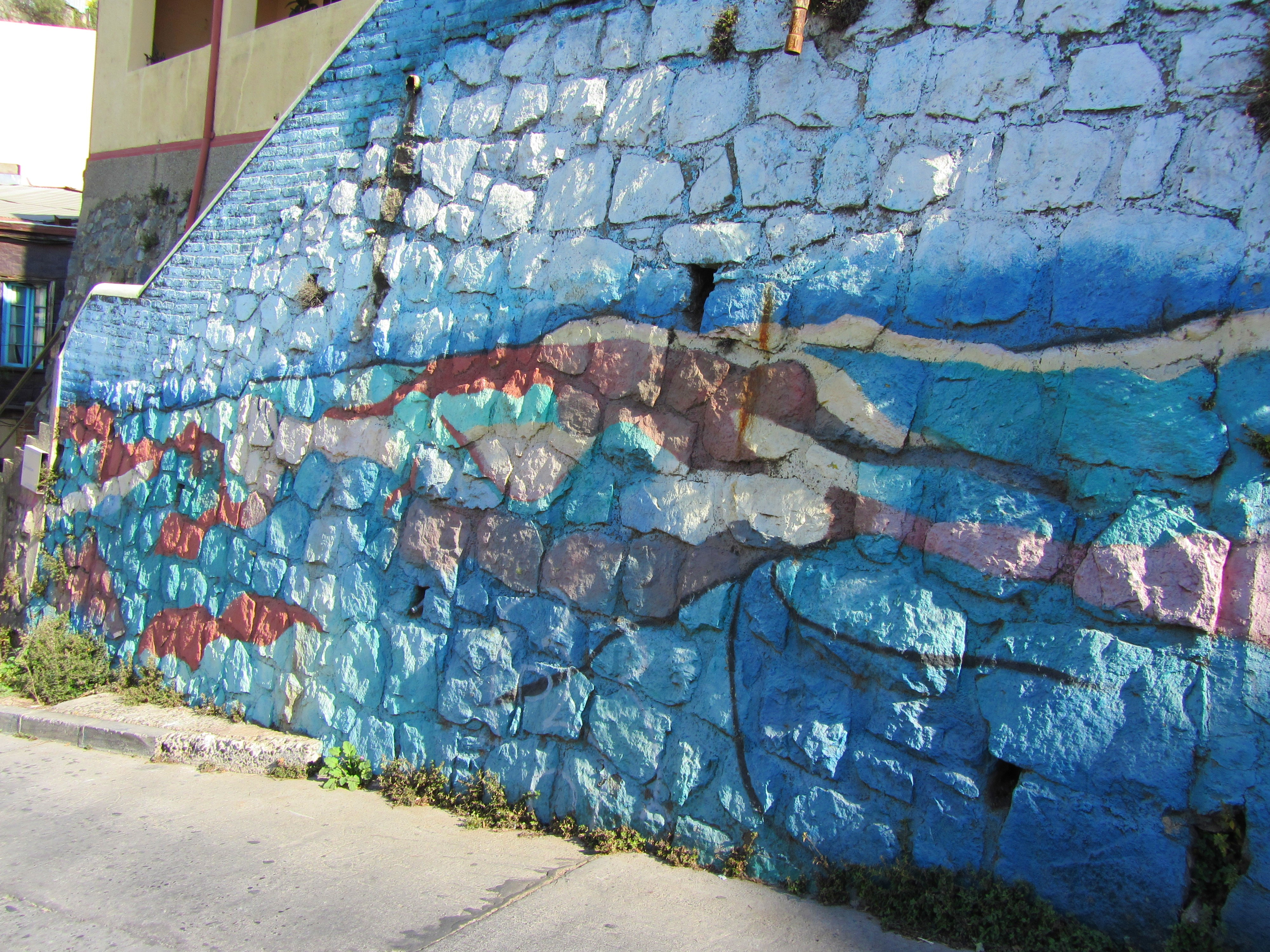
Sergio Montecino. Mural 15

Los murales están expuestos, desgraciadamente, no solo a las inclemencias del tiempo sino también al ataque de vándalos que se divierten en rayarlos. Para conservar y restaurar las obras se creó en 1994 el Taller de América Valparaíso a Cielo Abierto, que dirigió Pascual y en el que trabajan estudiantes de diversas carreras de la Pontificia Universidad Católica de Valparaíso. 
Pero la situación ha ido empeorando y algunos murales han desaparecido bajo los rayados y el spray que utilizan los grafiteros; prácticamente ninguno de los murales ha escapado a sus ataques. De ahí que la Municipalidad de Valparaíso, haya decidido tomar una serie de medidas para "controlar al vandalismo grafitero, que ha convertido a Valparaíso en la ciudad más rayada de Chile" y ha destinado 30 millones de pesos para restaurar los 20 murales.
El plan de restauración "se hará con pintores destacados de la zona y de acuerdo con un catastro del estado de cada uno de los murales que hará la Universidad Católica de Valparaíso" y en las labores de protección se piensa coordinar acciones con la comunidad del cerro Bellavista.

## Accesos

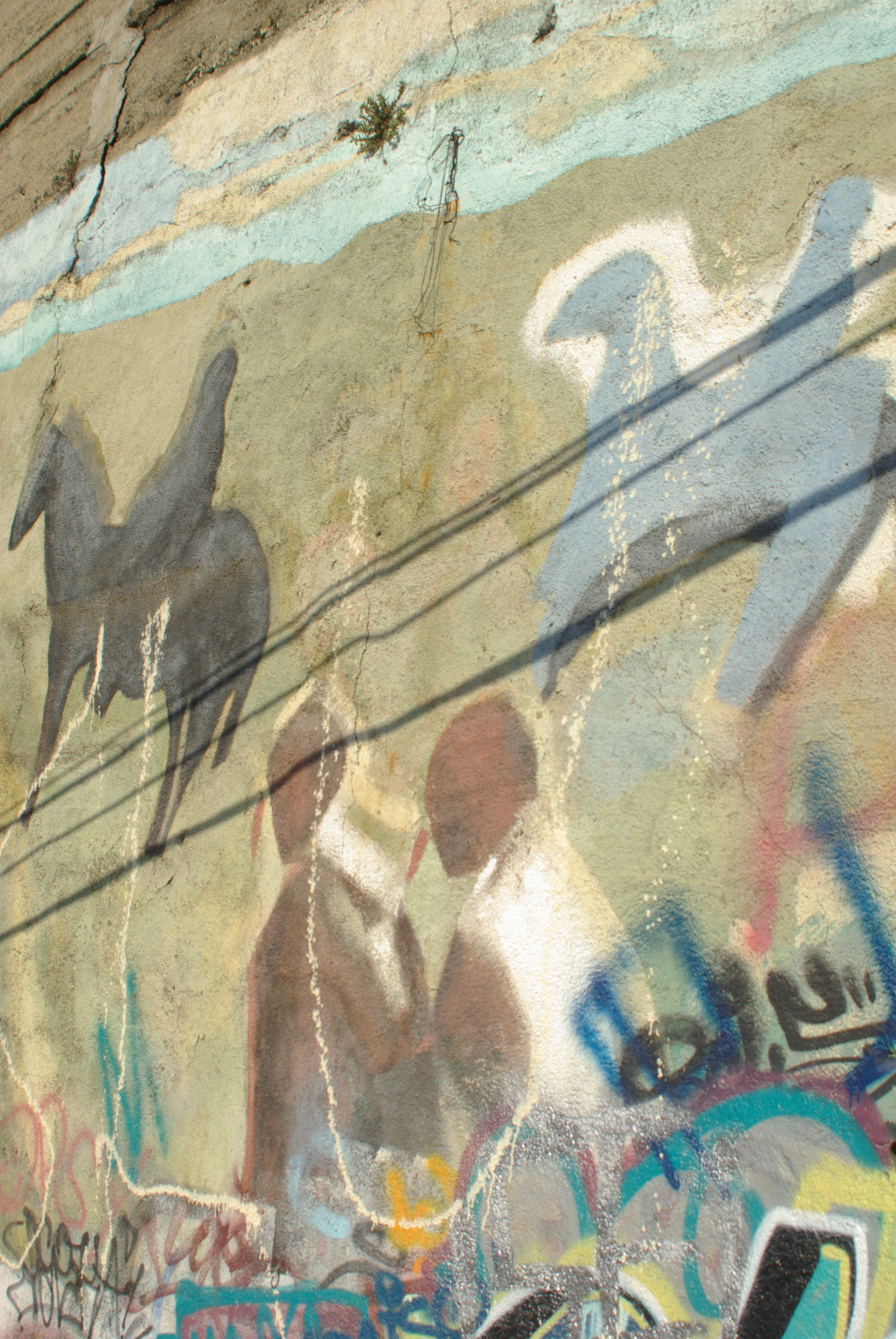
Gracia Barrios. Mural 2

Las pinturas se distribuyen por un amplio sector de este cerro, formando un parque artístico en pendiente, complementado con miradores y escaleras entre la atractiva arquitectura patrimonial de los alrededores. 
Para hacer el recorrido existen varias alternativas: 
a) Partir de la plaza Victoria e ir hacia el cerro por la calle Aldunate para tomar la escalera Pasteur;
b) Acceder por ascensor Espíritu Santo desde la estación alta o baja del (en la parte baja, calle Aldunate detrás de Ripley, hay un mapa con la distribución de los murales)
c) Empezar por la parte baja o alta de la calle Ferrari
d) Se puede comenzar desde los paseos Pasteur y Rudolph, yendo por Héctor Calvo. 
La manera más fácil de hacer el recorrido es tomar el ascensor y, al salir, doblar a la izquierda para ver los diez murales están en la calle Rudolph, hasta llegar al plano por la subida Ferrari; después hay que volver a tomar el ascensor, pero esta vez ir por la derecha para visitar los otros diez murales que se hallan a la largo del pasaje Guimera y, luego, en la serie de escaleras de la subida Pasteur hasta llegar otra vez al plano. Quienes están en buenas condiciones físicas pueden subir a pie a lo largo de la serie de escaleras por Pasteur hasta arribar a la parte superior de la calle Héctor Calvo, siguiendo por el paseo Guimera y la calle Rudolph para continuar hasta el plano hacia Aldunate por Ferrari (alternariva a).

## Los murales y sus artistas

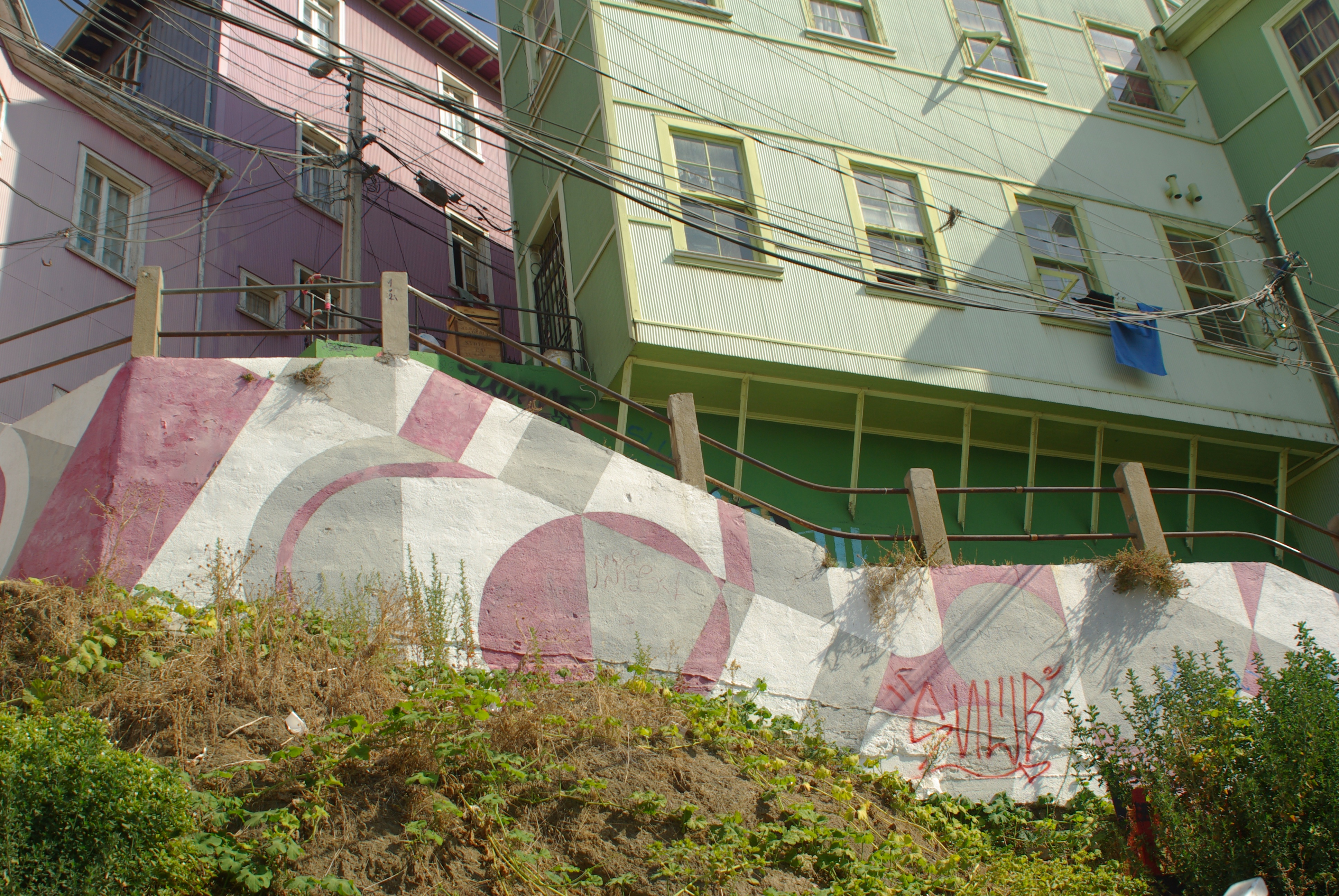
Eduperto. Mural 3

Los artistas que participaron del proyecto, son destacados exponentes del arte nacional y latinoamericano que pertenecen al boom del arte plástico de las décadas del 40 y 50. Los murales son de estilos pictóricos diversos; los hay: abstractos, cinéticos, impresionistas y surrealistas. Los murales se identifican por su numeración correlativa -del uno al veinte- y por su autor. A continuación se identifican los murales y sus artistas: 
El Mural 1, del cubano-chileno Mario Carreño (1913-1999); se compone de figuras geométricas en las que predominan los cubos azules y se encuentra en la primera escalera de la subida Pasteur.  
El Mural 2 fue creado por Gracia Barrios (1927), quien posee obras en museos chilenos y en algunos europeos, como el Museo de Arte Contemporáneo de Barcelona, el Museo de Bellas Artes André Malraux de El Havre. 
Los Murales 3 y 4,pertenecen a Eduardo Pérez Tobar, conocido artísticamente como Eduperto (1937). El Mural 5 es de María Martner (1924).  
El Mural 6, de Matilde Pérez (1920), se alza en la parte superior de las escaleras, antes de llegar al pasaje Guimera. 
Eduardo Vilches (1932), más conocido como grabador y fotógrafo, pintó el Mural 7, ubicado en la parte superior de la subida Pasteur, en un muro esquina de dos edificios. A Ricardo Yrarrázaval (1931) pertenece el Mural 8, parte superior de la ruta, en la esquina de la subida Pasteur con el pasaje Guimera).  

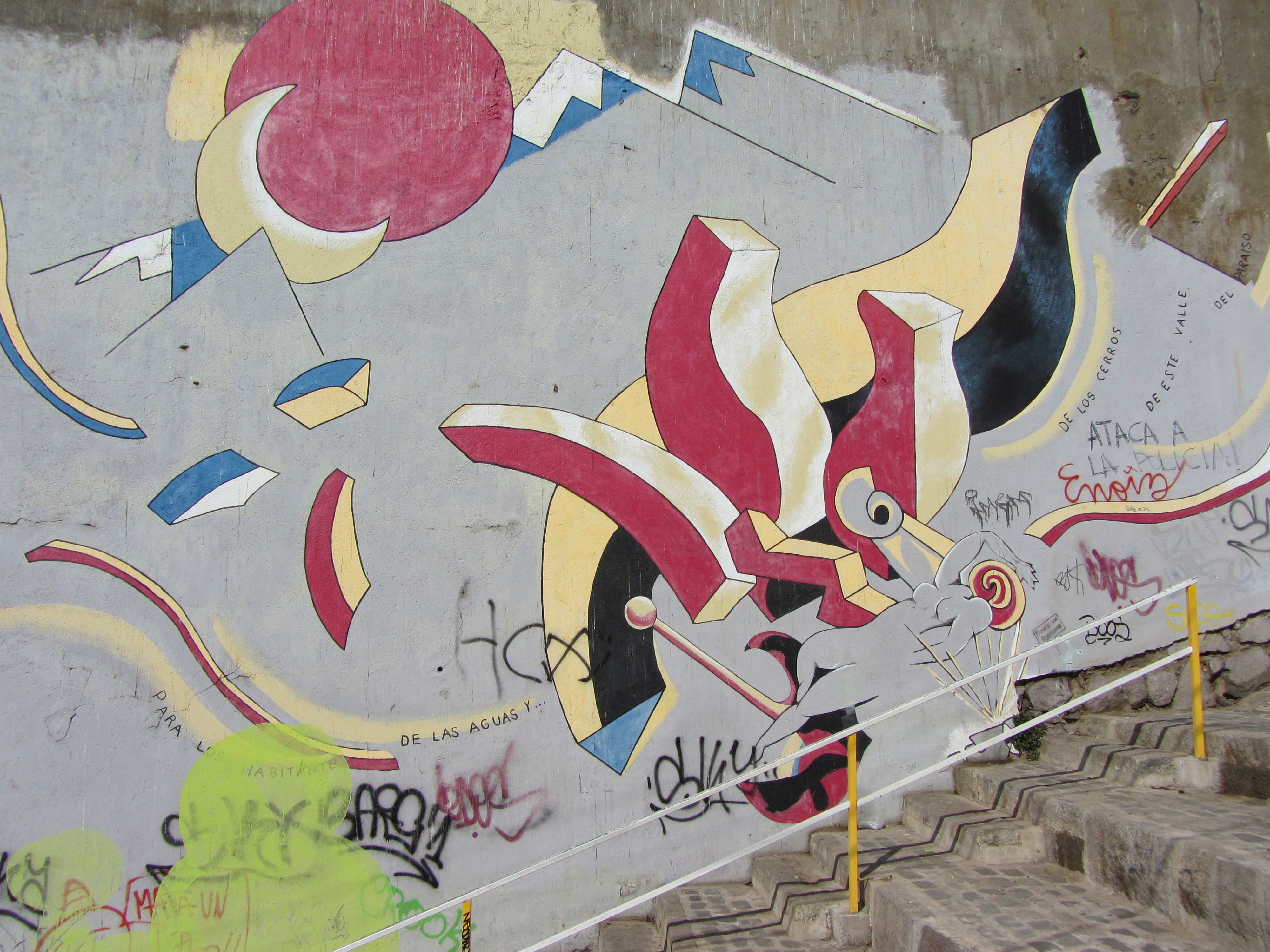
Mario Toral. Mural 11

El Mural 9 pertenece a Rodolfo Opazo y está en un muro de soporte de la casa de máquinas del ascensor Espíritu Santo. 
De Roberto Matta (1911-2002) es el Mural 10. Le sigue el Mural 11 de Mario Toral (1934), ubicado a la derecha del ascensor, cerca de la escalinata que da al pasaje Guimera. El pintor escribió en su mural: Para los habitantes de las aguas y… de los cerros de este valle del paraíso. 
Ramón Vergara Grez (1923-2012) es autor del Mural 12, que da directamente al ascensor Espíritu Santo antes de bajar al pasaje Guimera; 
Francisco Méndez (1922), es autor del Mural 13, ubicado en la bajada que hace la calle Rudolph a Ferrari.
Roser Bru, nacida en Barcelona y arribada a Chile en 1939, al fin de la guerra civil española, es la autora del Mural 14.

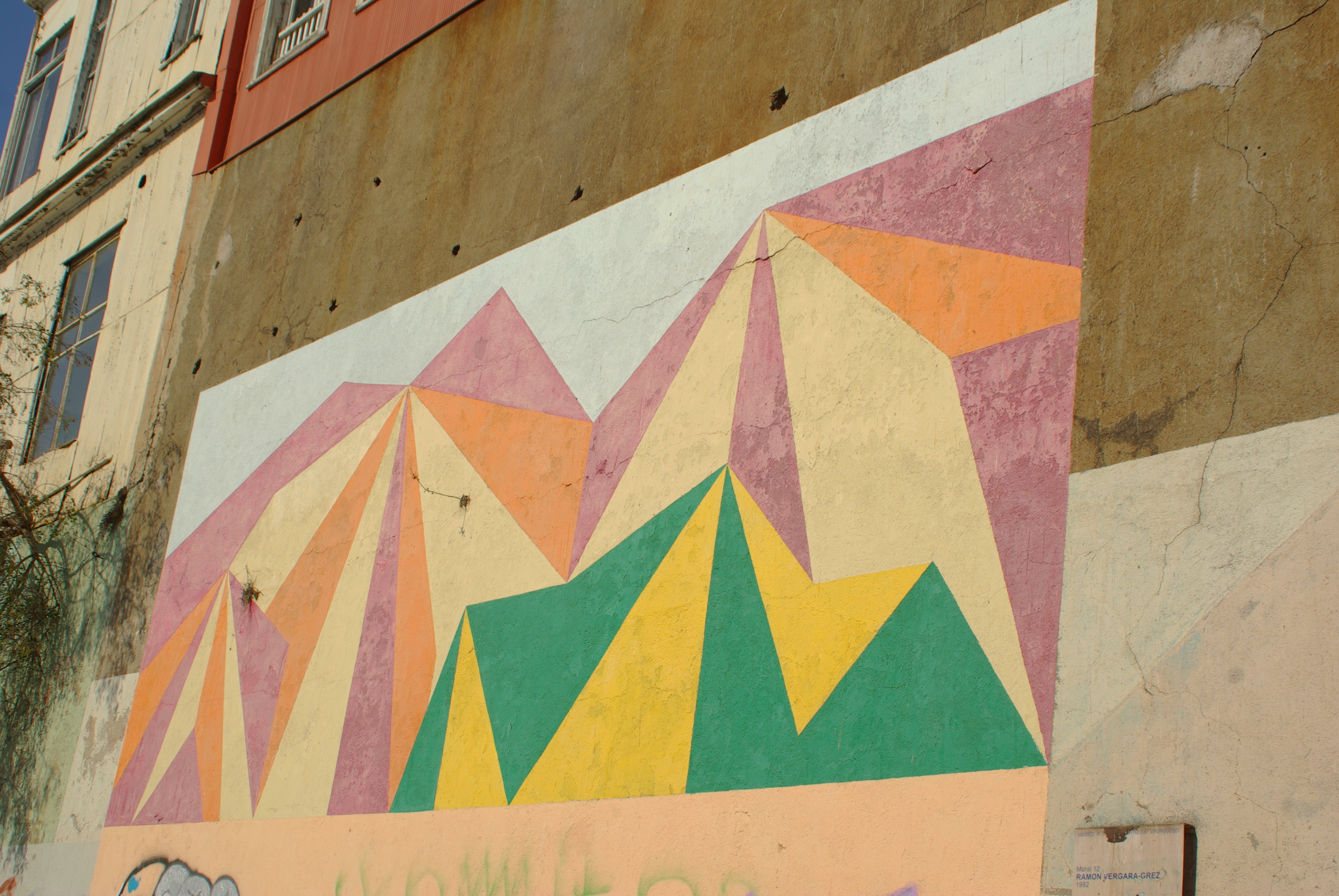
Ramón Vergara Grez. Mural 12

El osornino Sergio Montecino pintó el Mural 15, al final de la calle Rudoplh, esquina con Ferrari. 
El Mural 16, de Nemesio Antúnez, se encuentra en la calle Rudolph y simula las ventanas de una casa antigua en todas las cuales hay figuras humanas, sin que falte una de una pareja durmiendo en una cama, tema sobre el que tiene varias obras, y naturalmente los volantines. 
José Balmes (1927), otro catalán llegado a Chile en 1939, realizó el Mural 17, en Rudolph esquina Ferrari.
El Mural 18, es de Guillermo Núñez (1930) y está en la subida Ferrari, esquina de Rudoplh. 
El Mural 19, de Augusto Barcia se ubica en la subida Ferrari antes de llegar al plano y a la calle Aldunate.
El Mural 20 es una obra colectiva pintada por los alumnos del Instituto de Arte y que sobrevivió del periodo 1969-1973.
Entremedio de las obras que forman la muestra oficial del Museo a Cielo Abierto, se cuelan algunos murales realizados por los propios vecinos y algunas obras pintadas con spray (grafitis).

## Galería

widths=
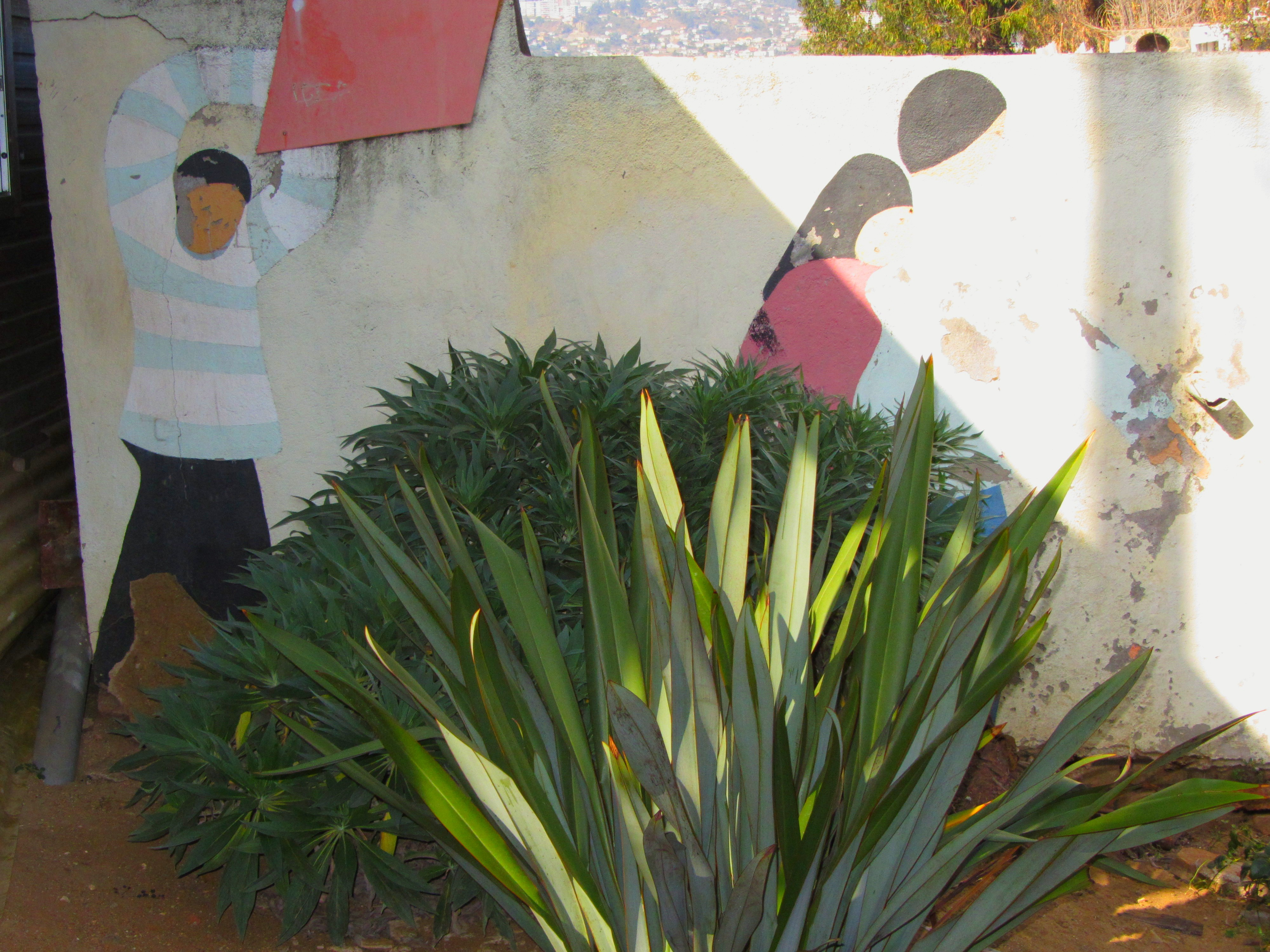
Nemesio Antúnez. Mural 16
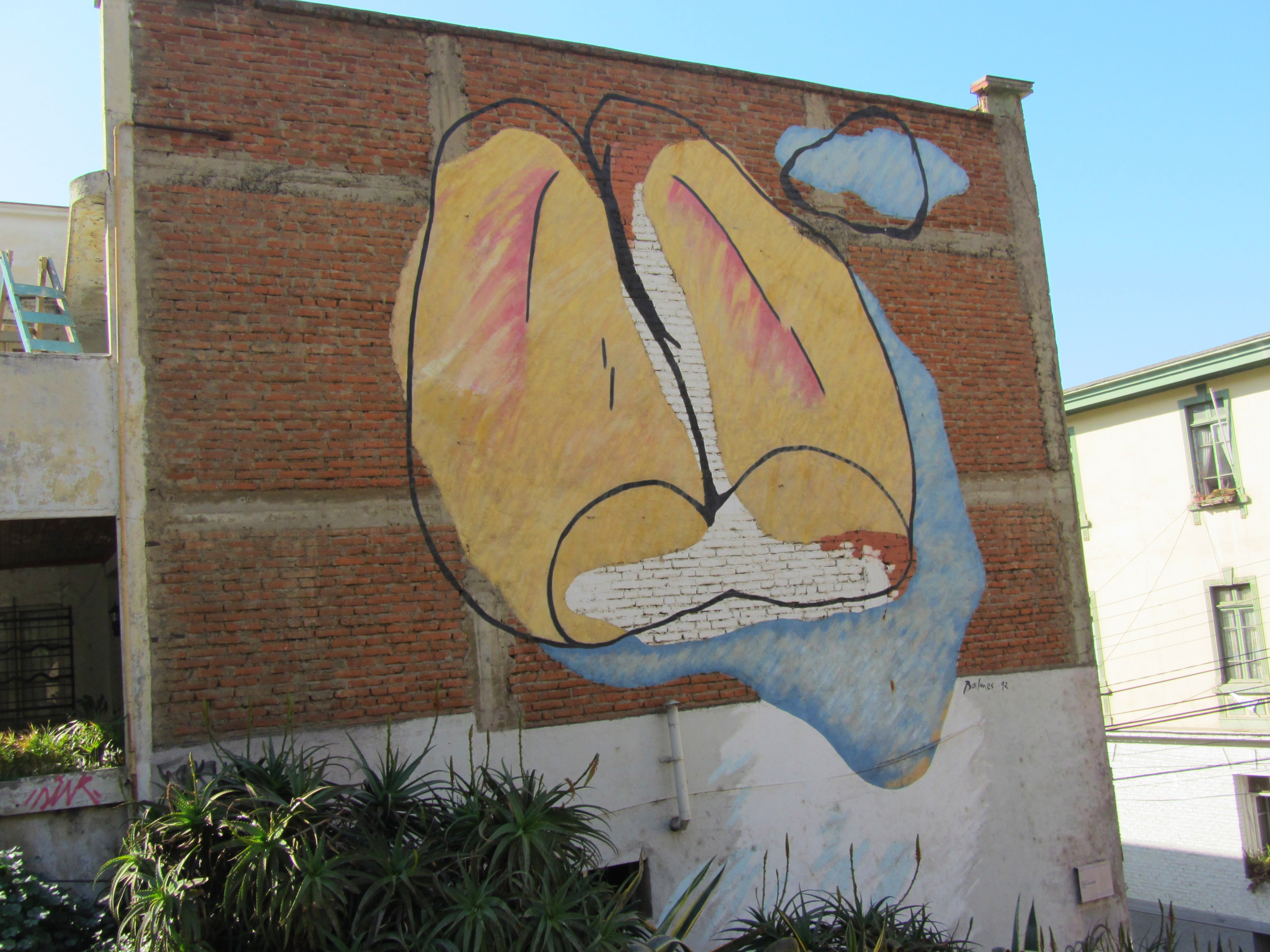
José Balmes. Mural 17
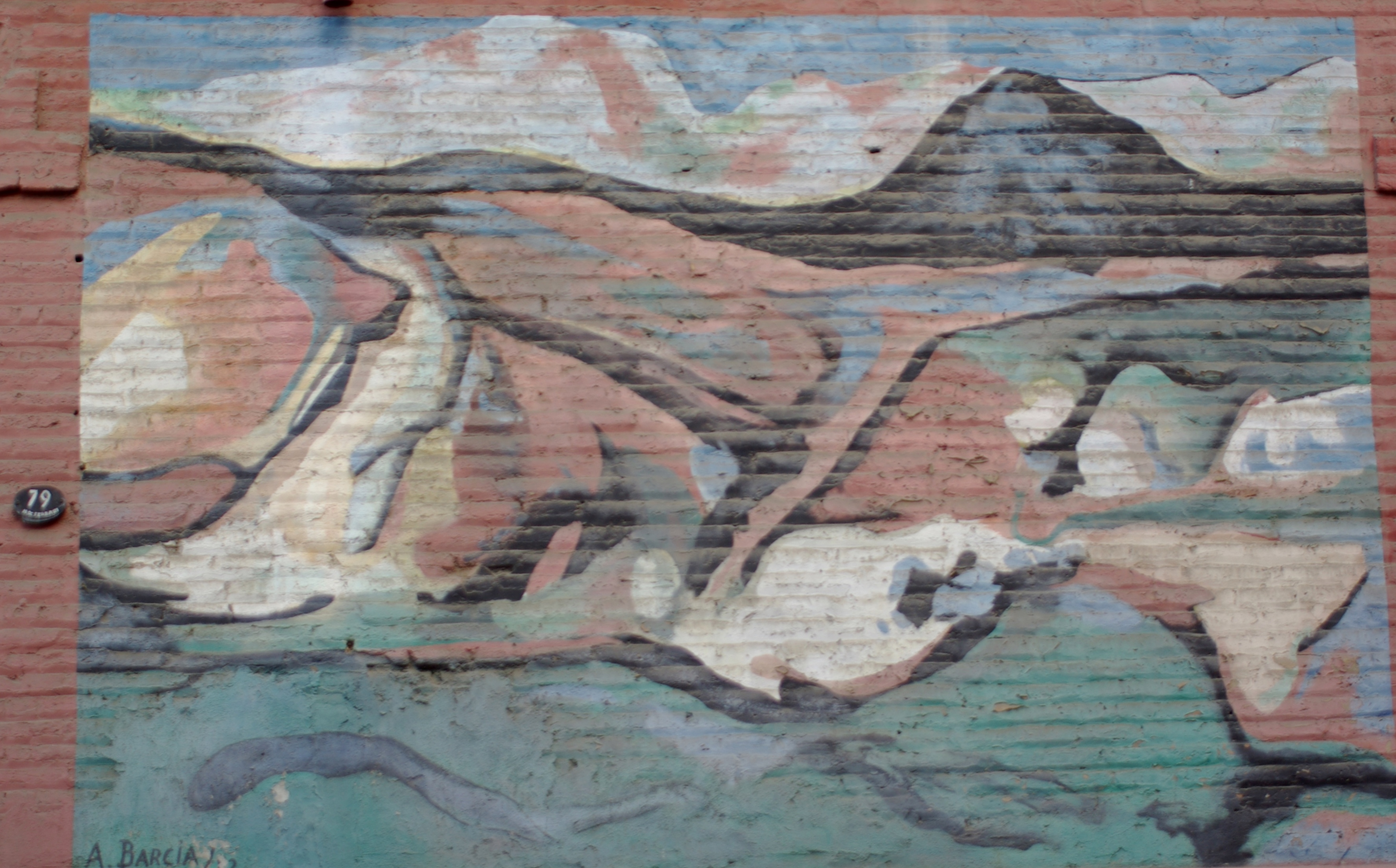
Augusto Barcia. Mural 19
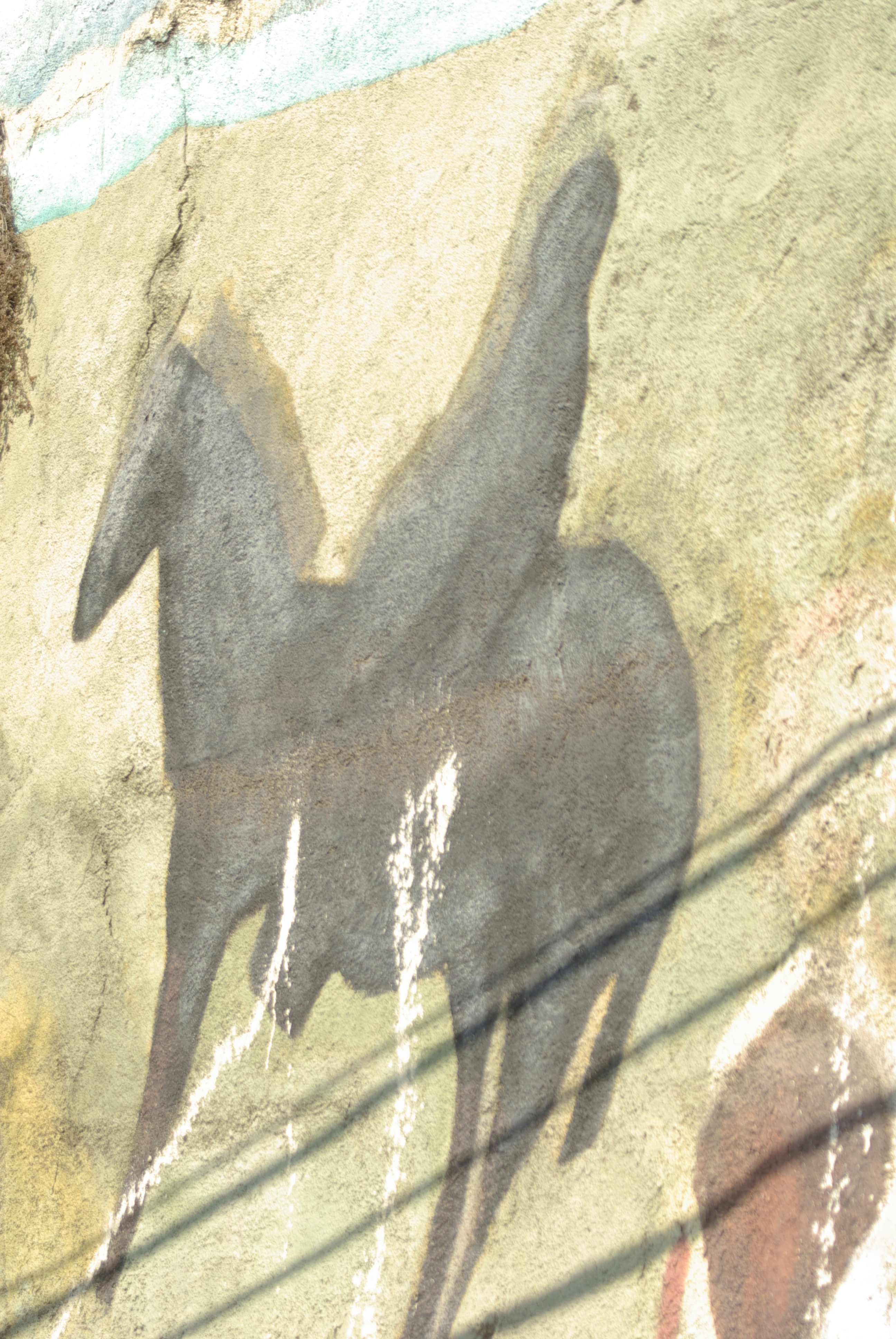
Gracia Barrios. Mural 2 (detalle)
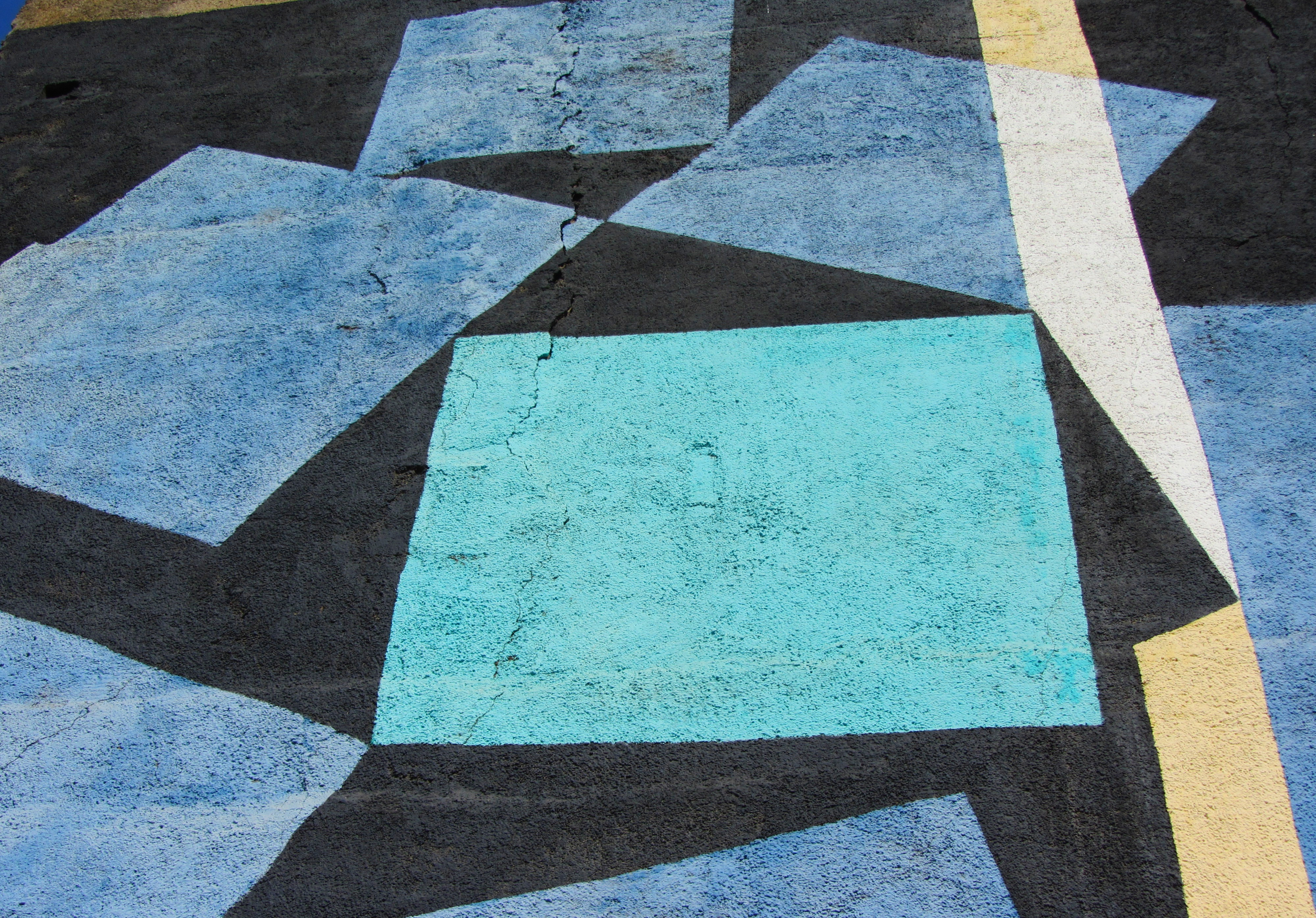
Mario Carreño. Mural 1
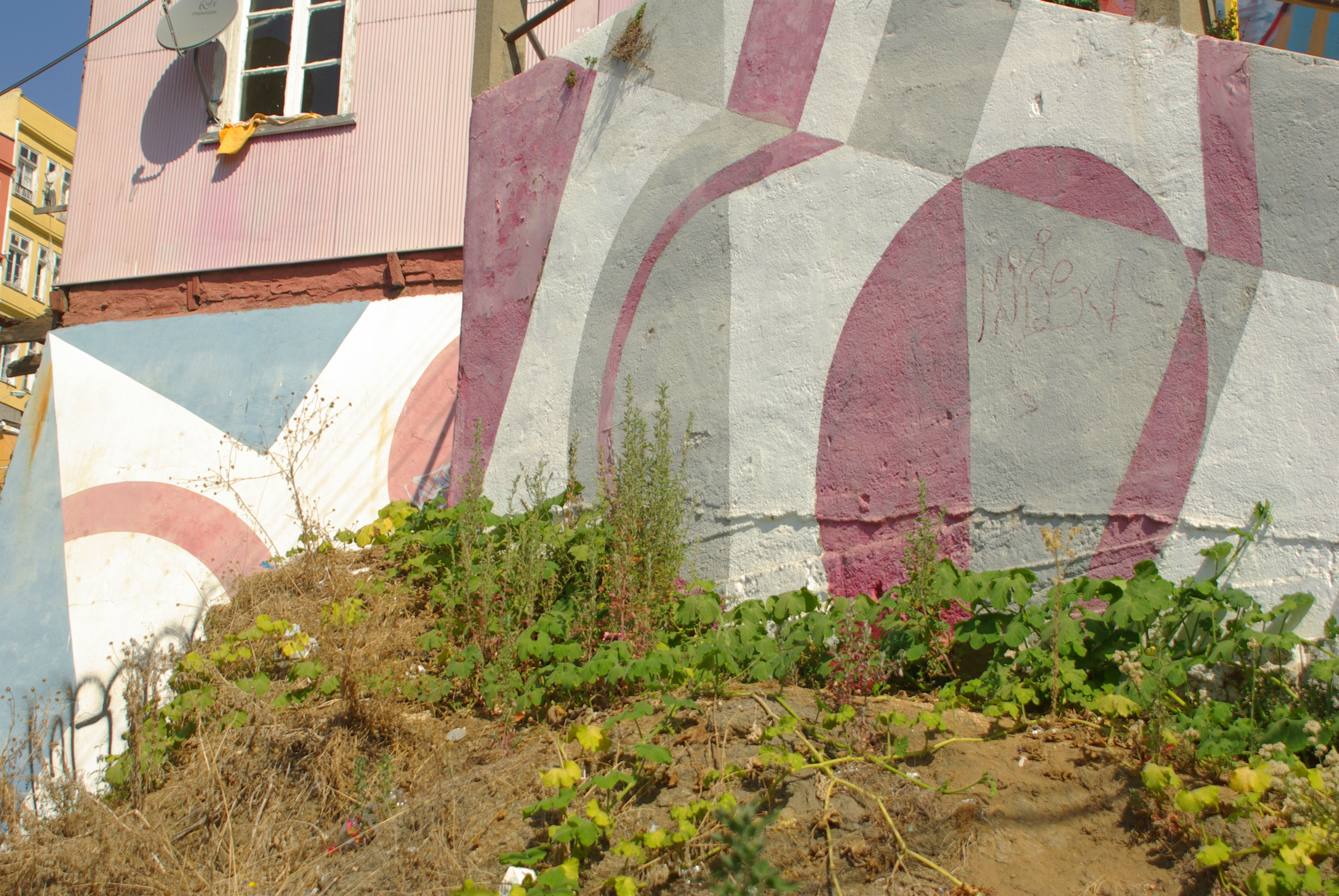
Eduperto. Mural 3 (detalle)
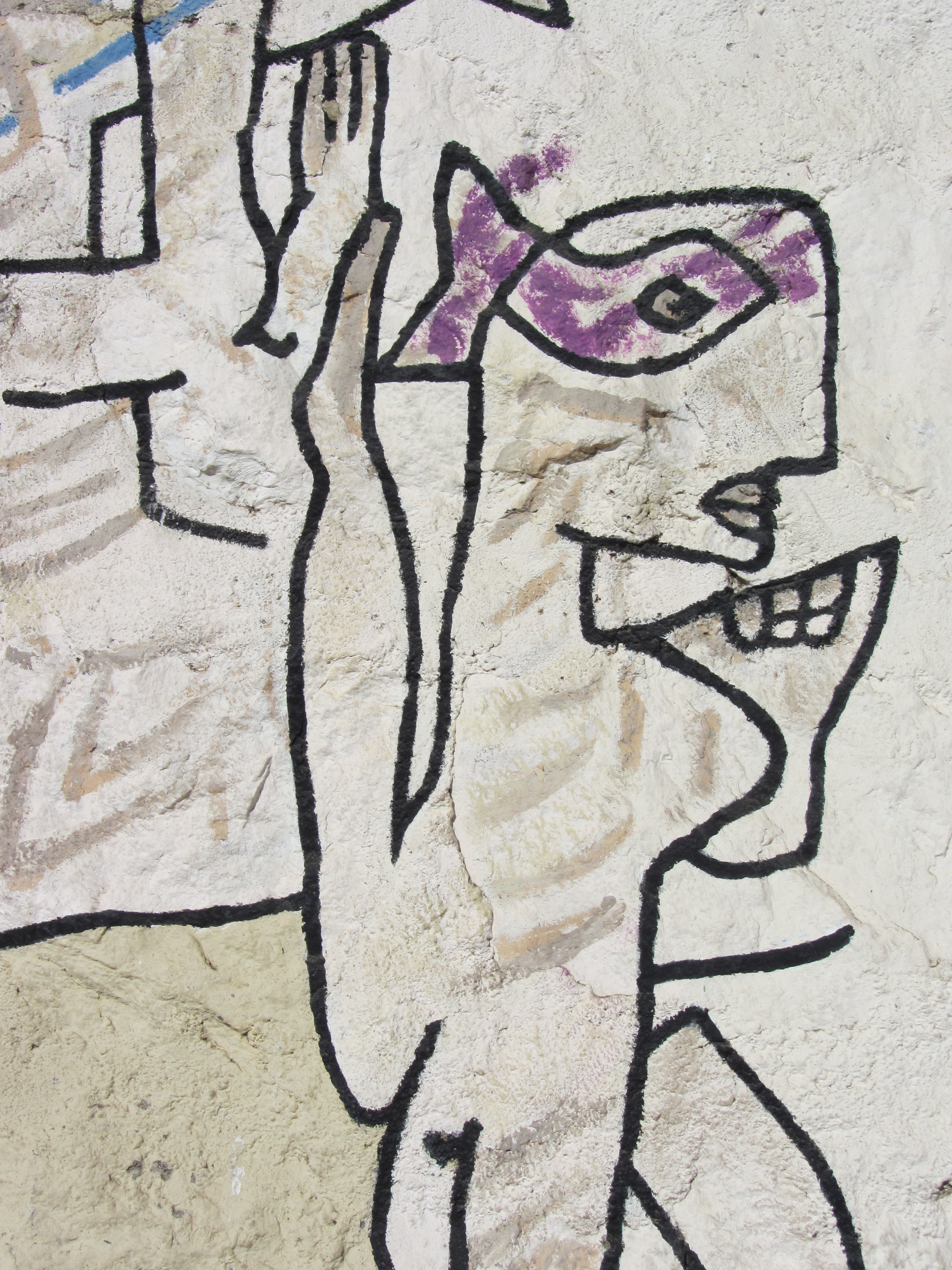
Roberto Matta. Mural 10 (detalle)
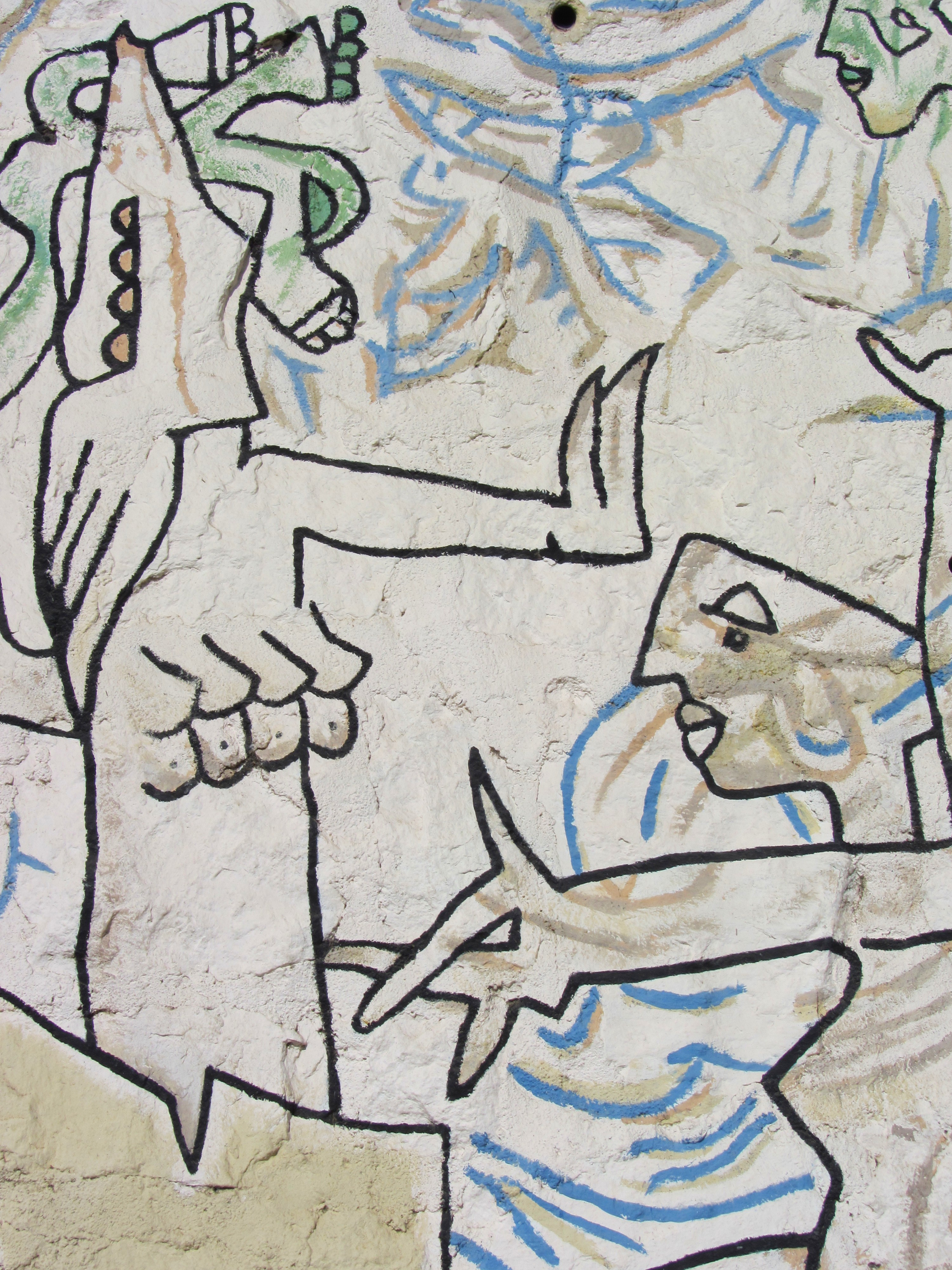
Roberto Matta. Mural 10 (detalle)
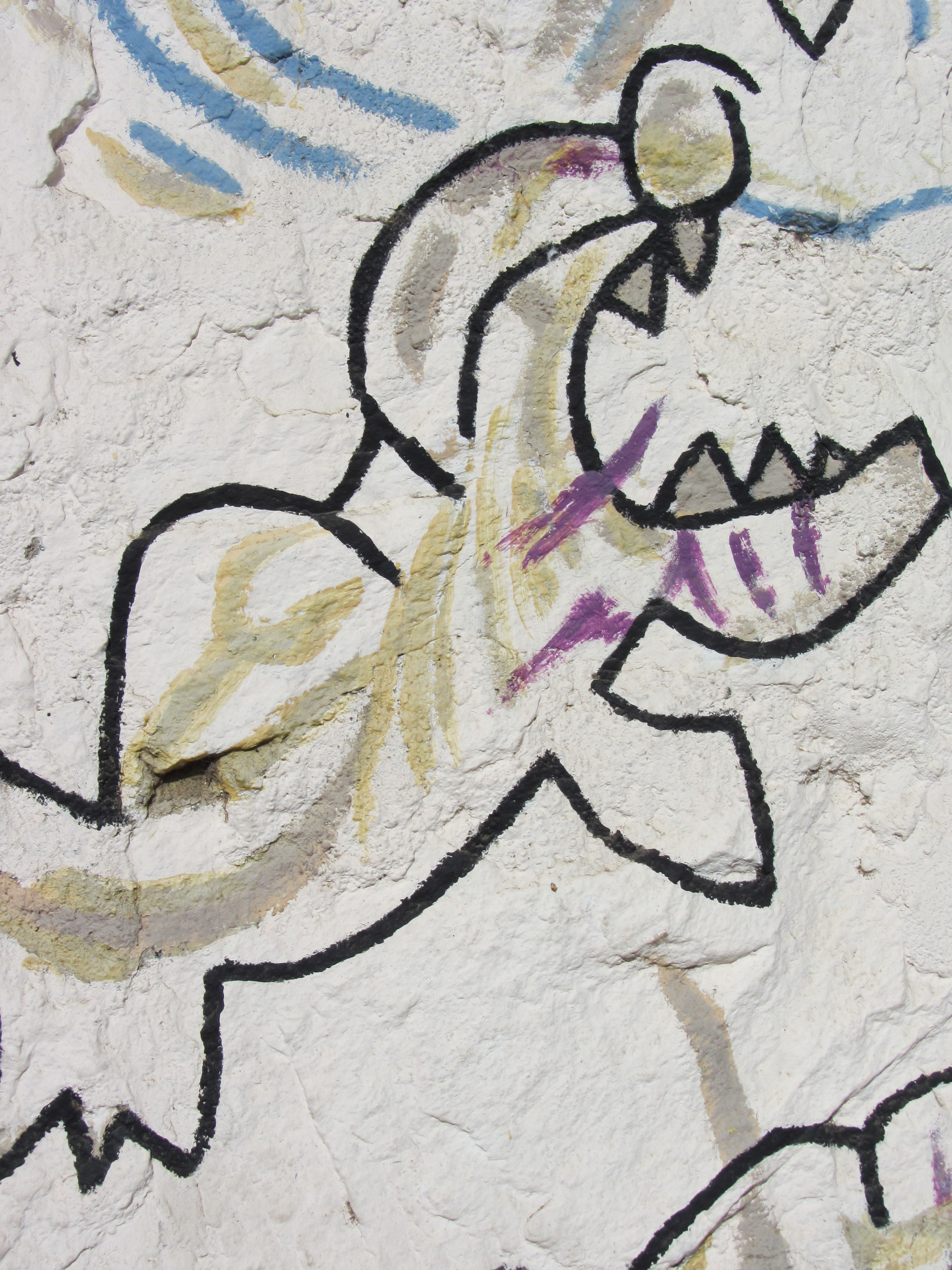
Roberto Matta. Mural 10 (detalle)
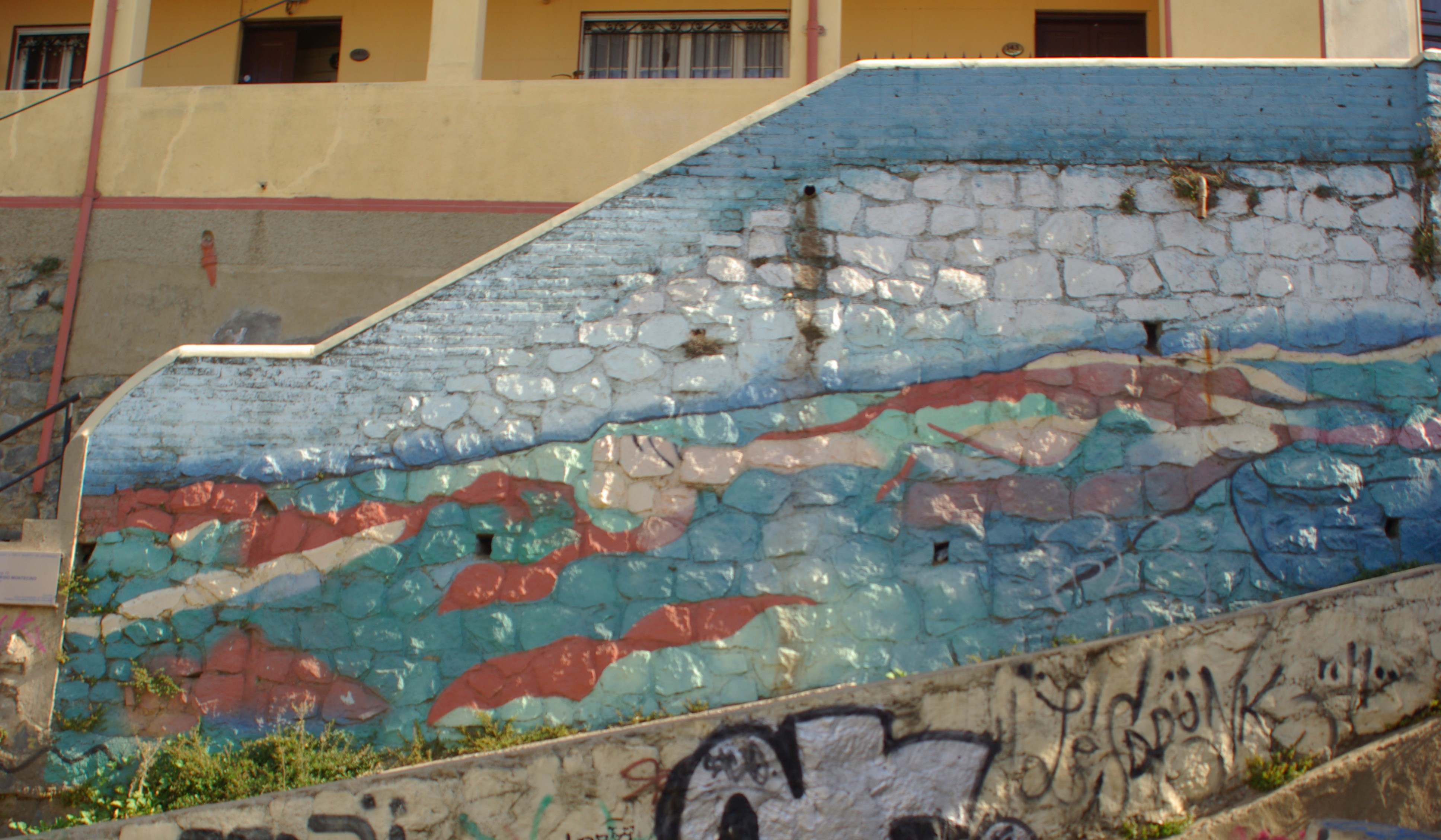
Sergio Montecino. Mural 15
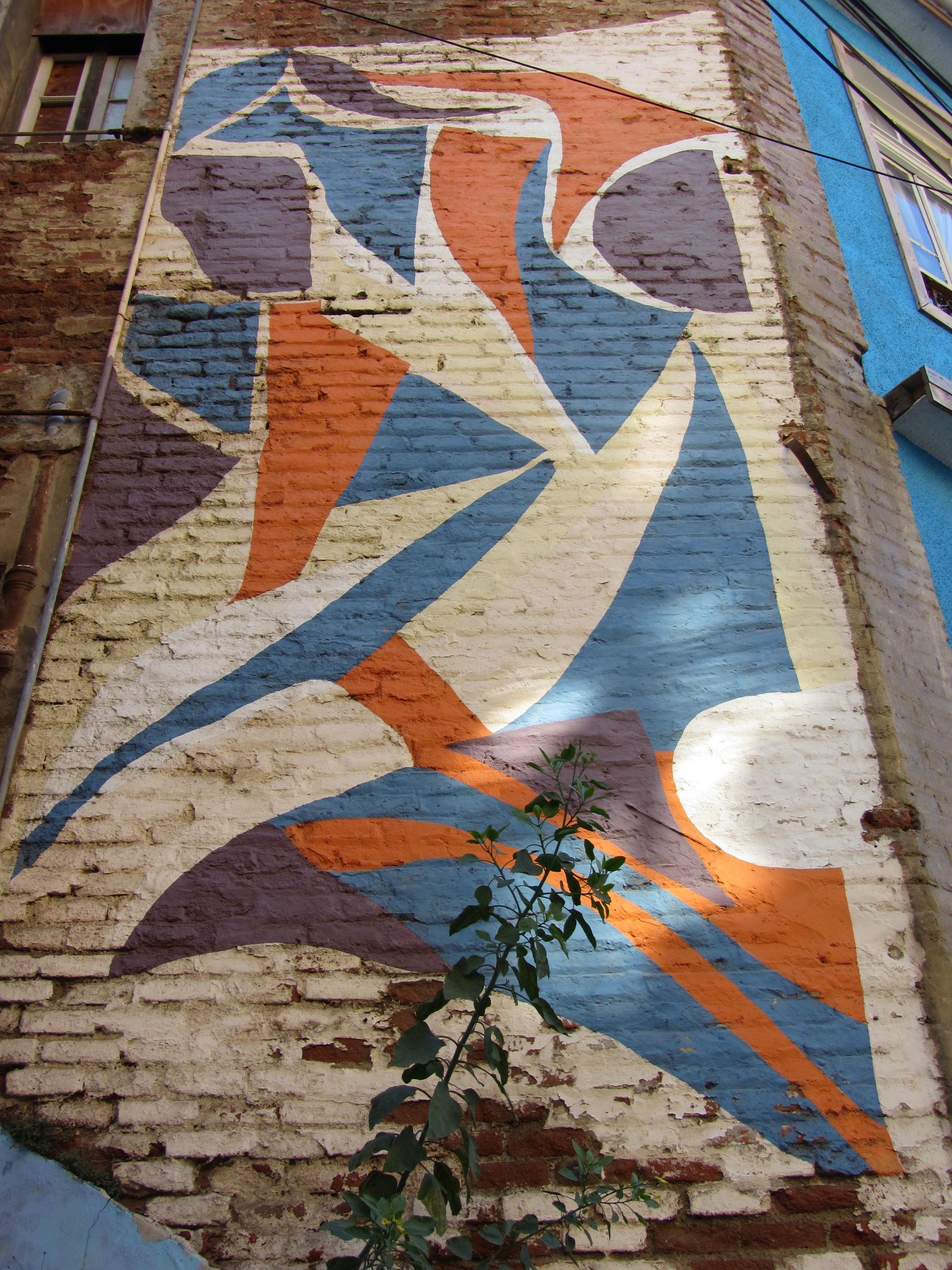
Mural 20 pintado por alumnos del Instituto de Arte UCV, 1969
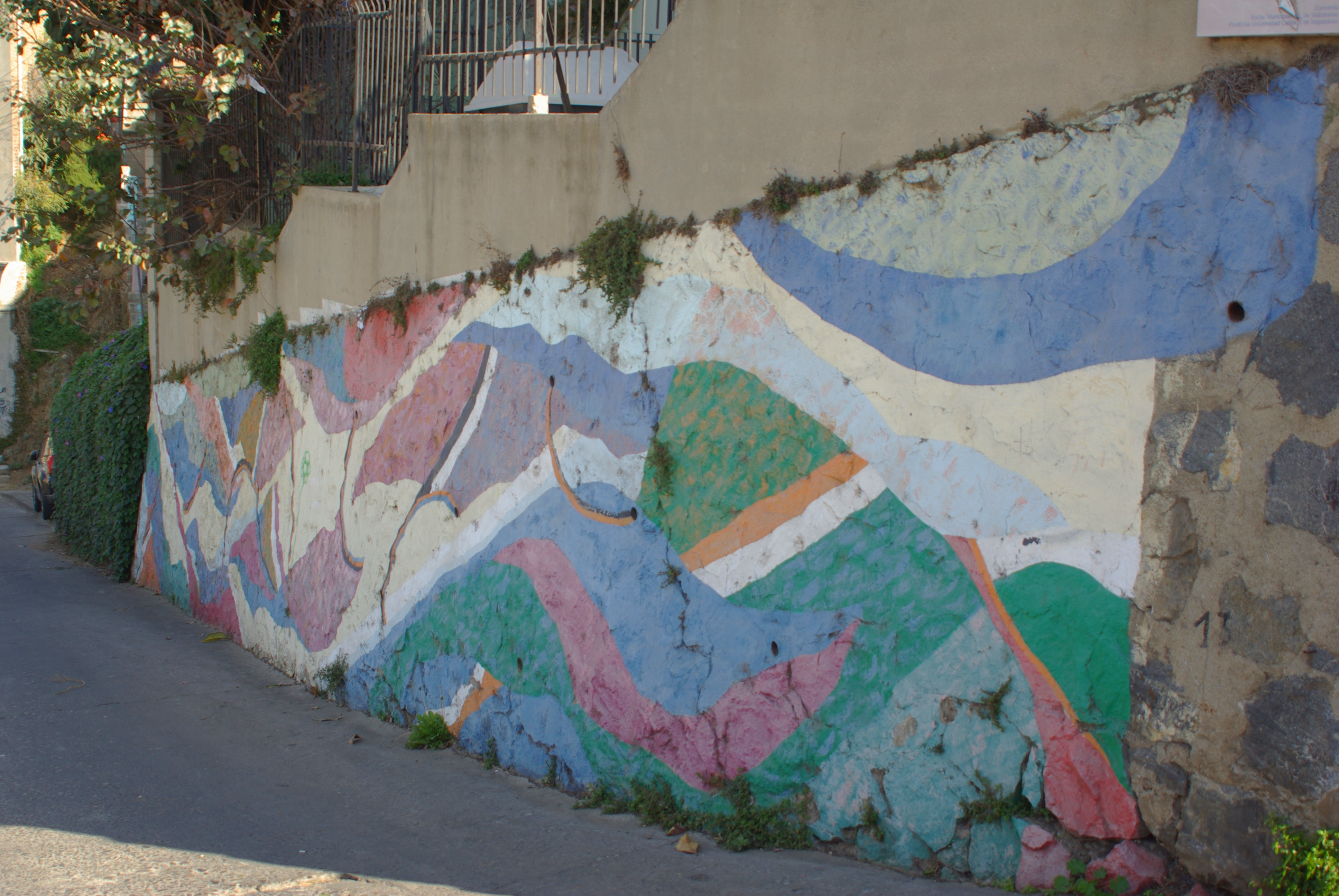
Francisco Méndez. 'Mural 13
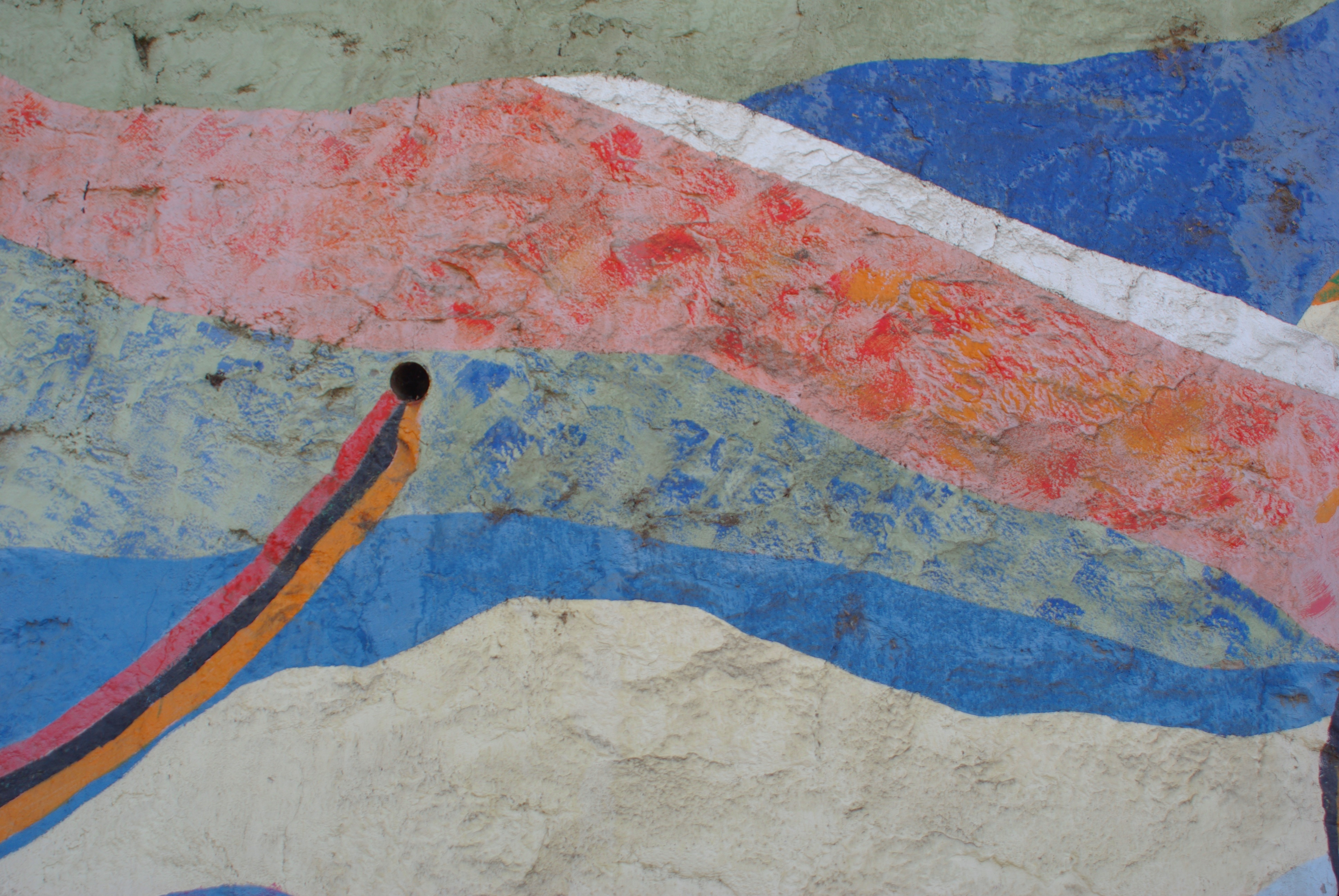
Francisco Méndez. Mural 13 (detalle)
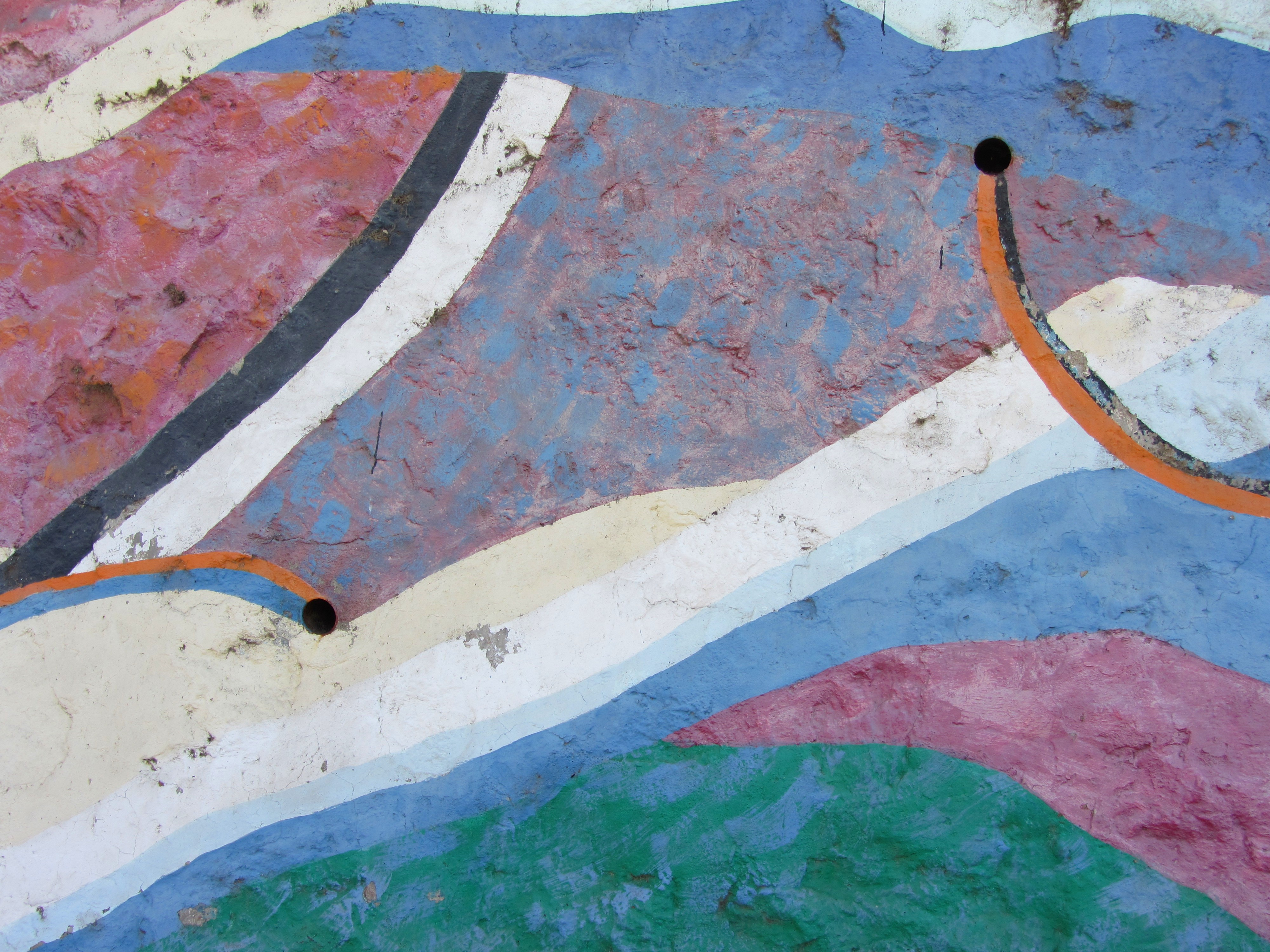
Francisco Méndez. Mural 13 (detalle)
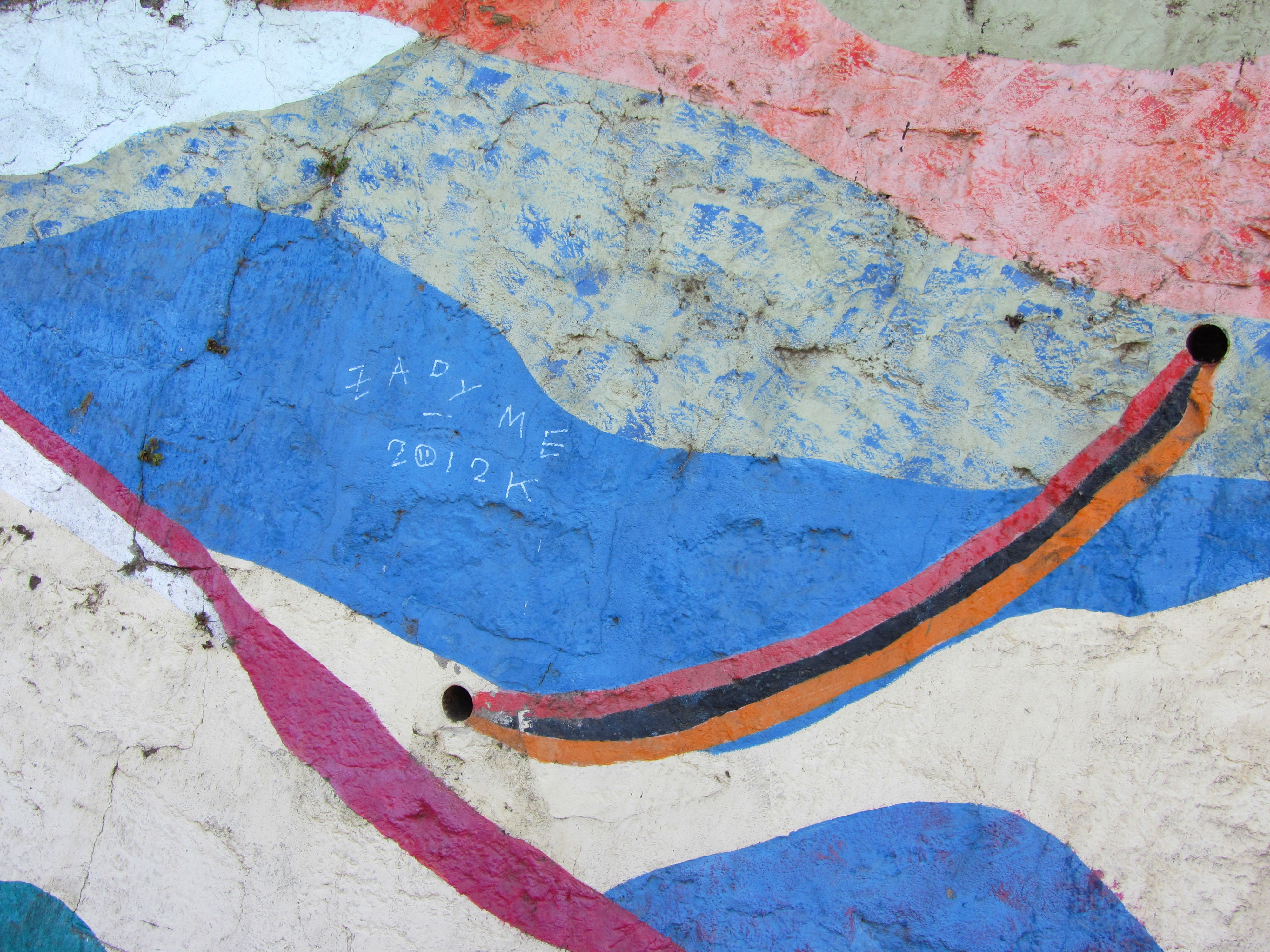
Francisco Méndez. Mural 13 (detalle)
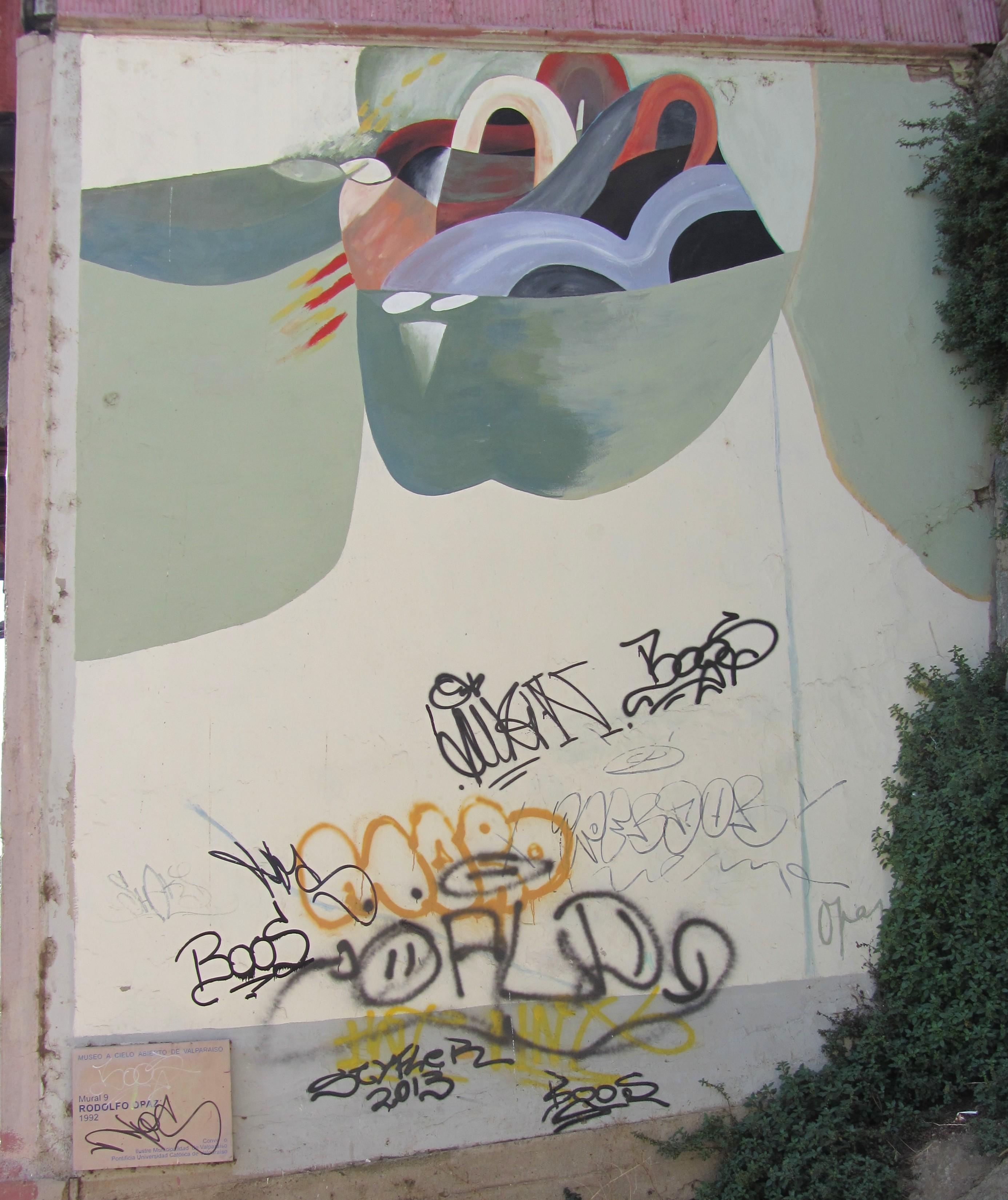
Rodolfo Opazo. Mural 9
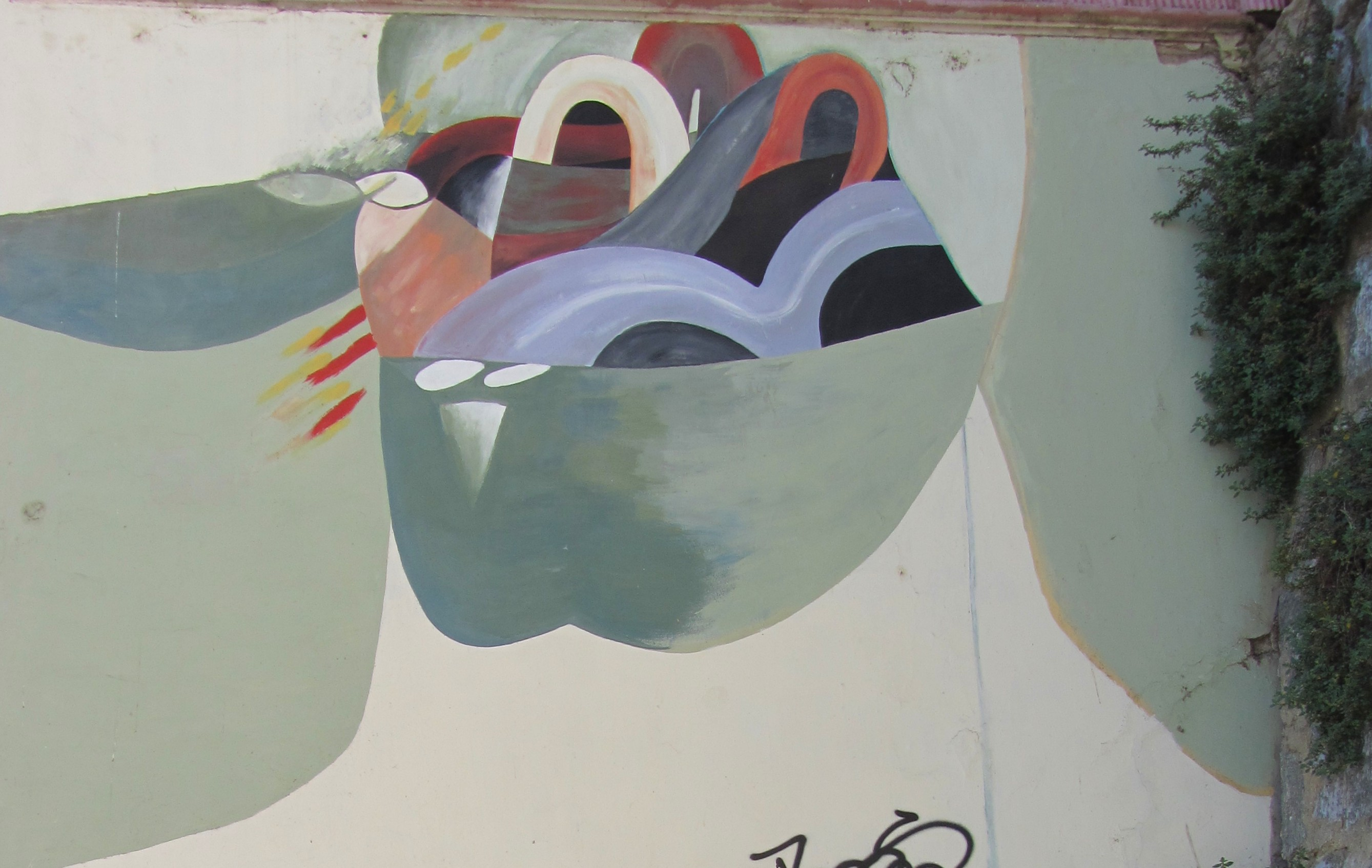
Rodolfo Opazo. Mural 9 (detalle)
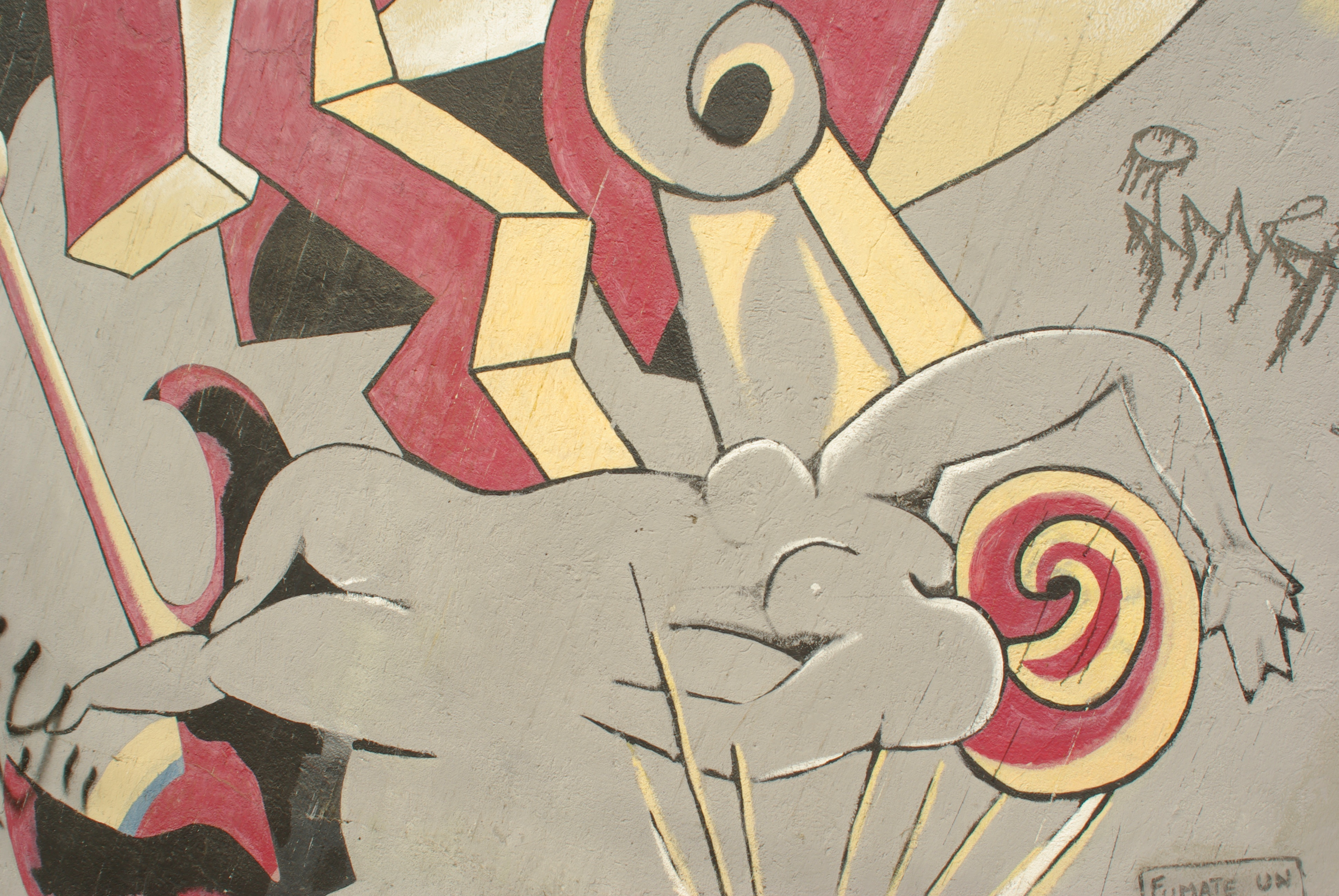
Mario Toral. 'Mural 11 (detalle)
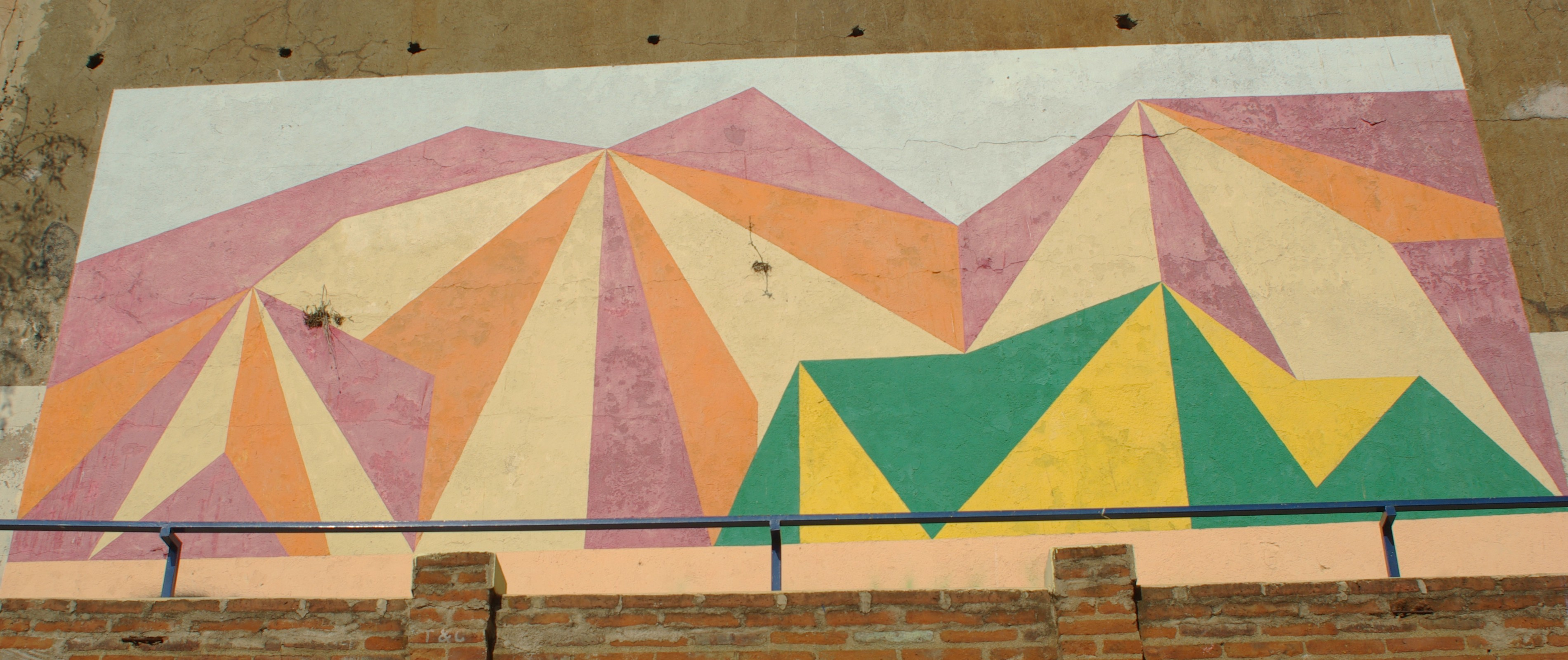
Ramón Vergara Grez. Mural 12
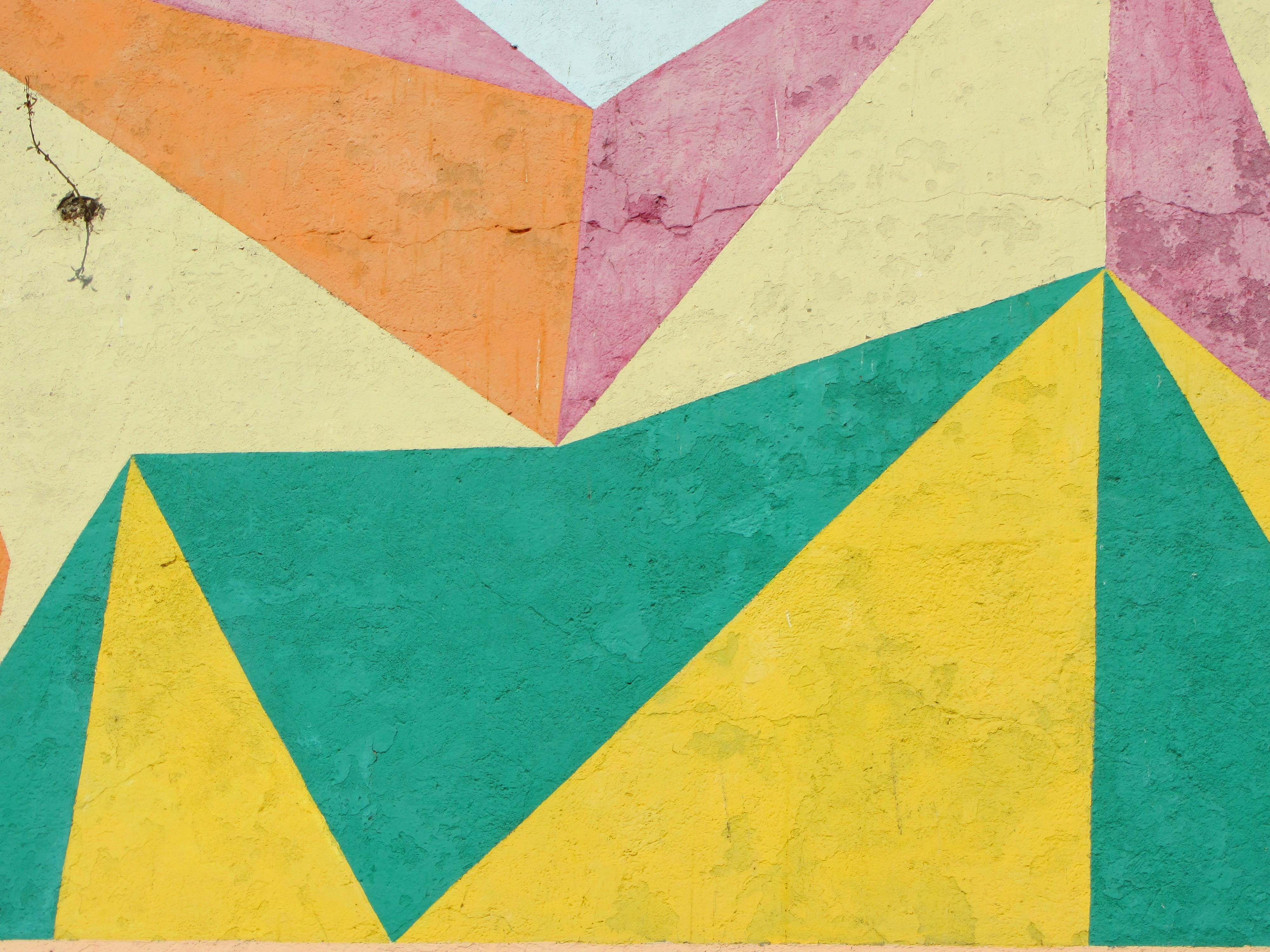
Ramón Vergara Grez. Mural 12 (detalle)
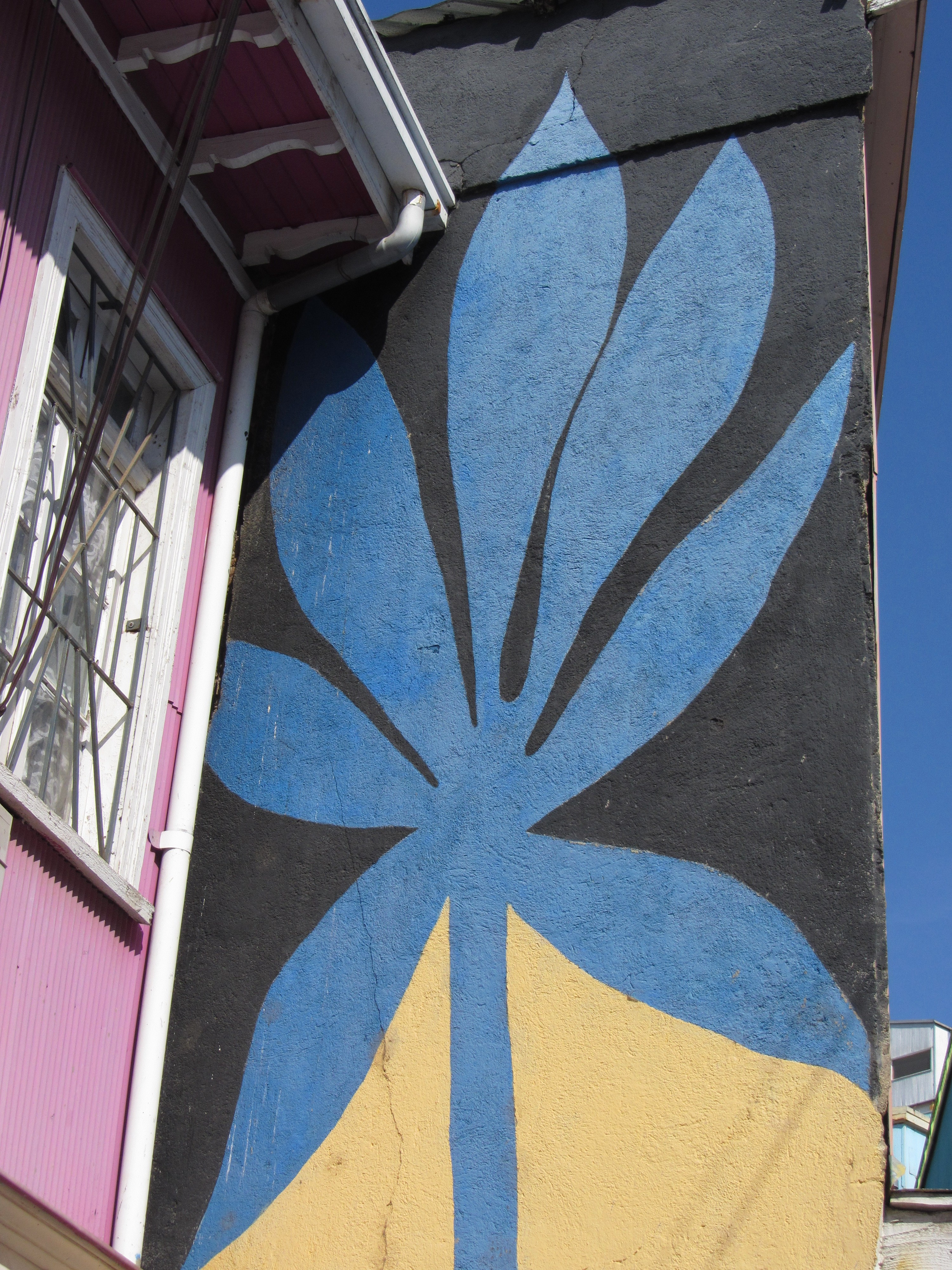
Eduardo Vilches. Mural 7 (detalle)
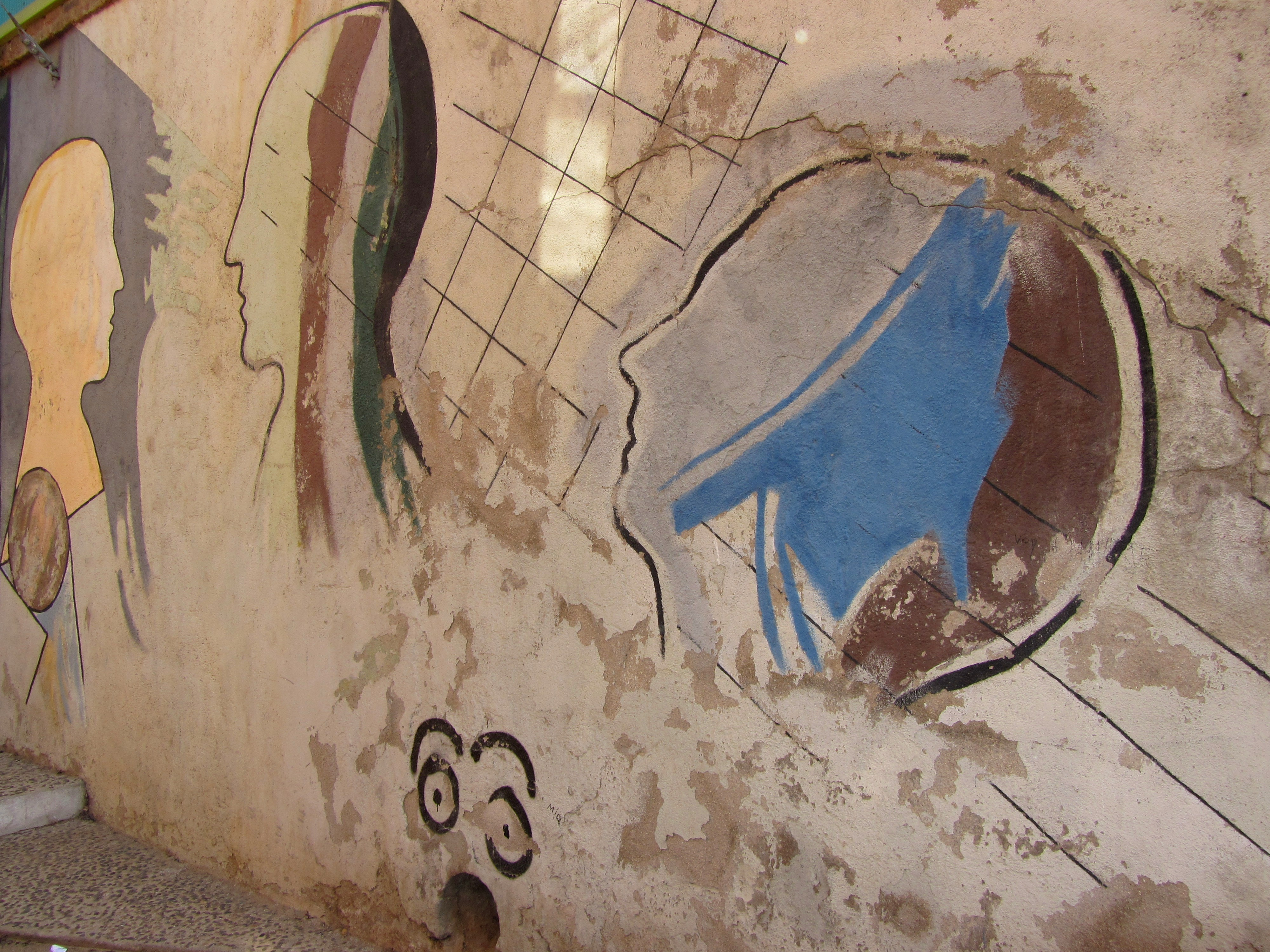
Ricardo Yrarrázaval. Mural 8
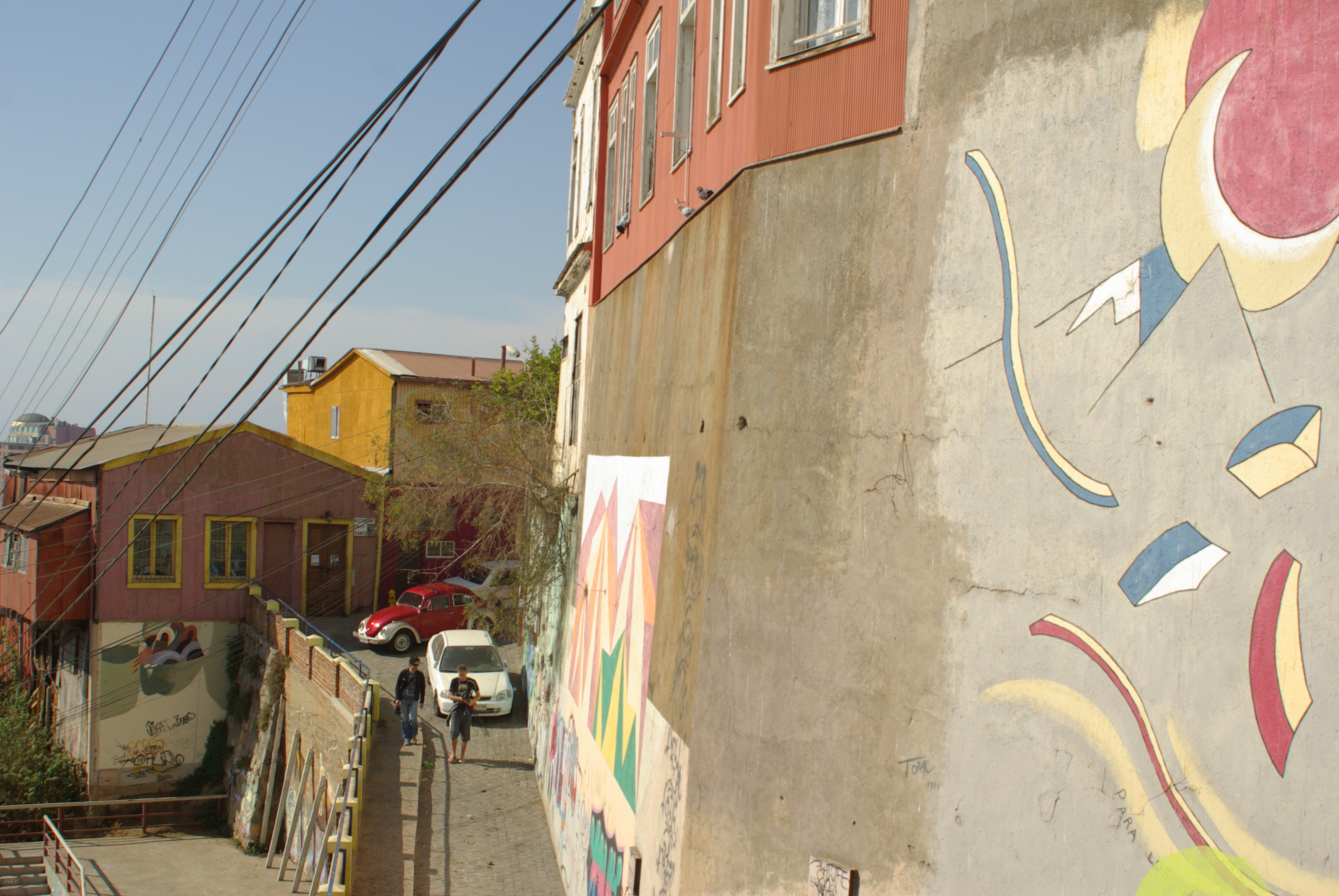
Vista parcial del museo
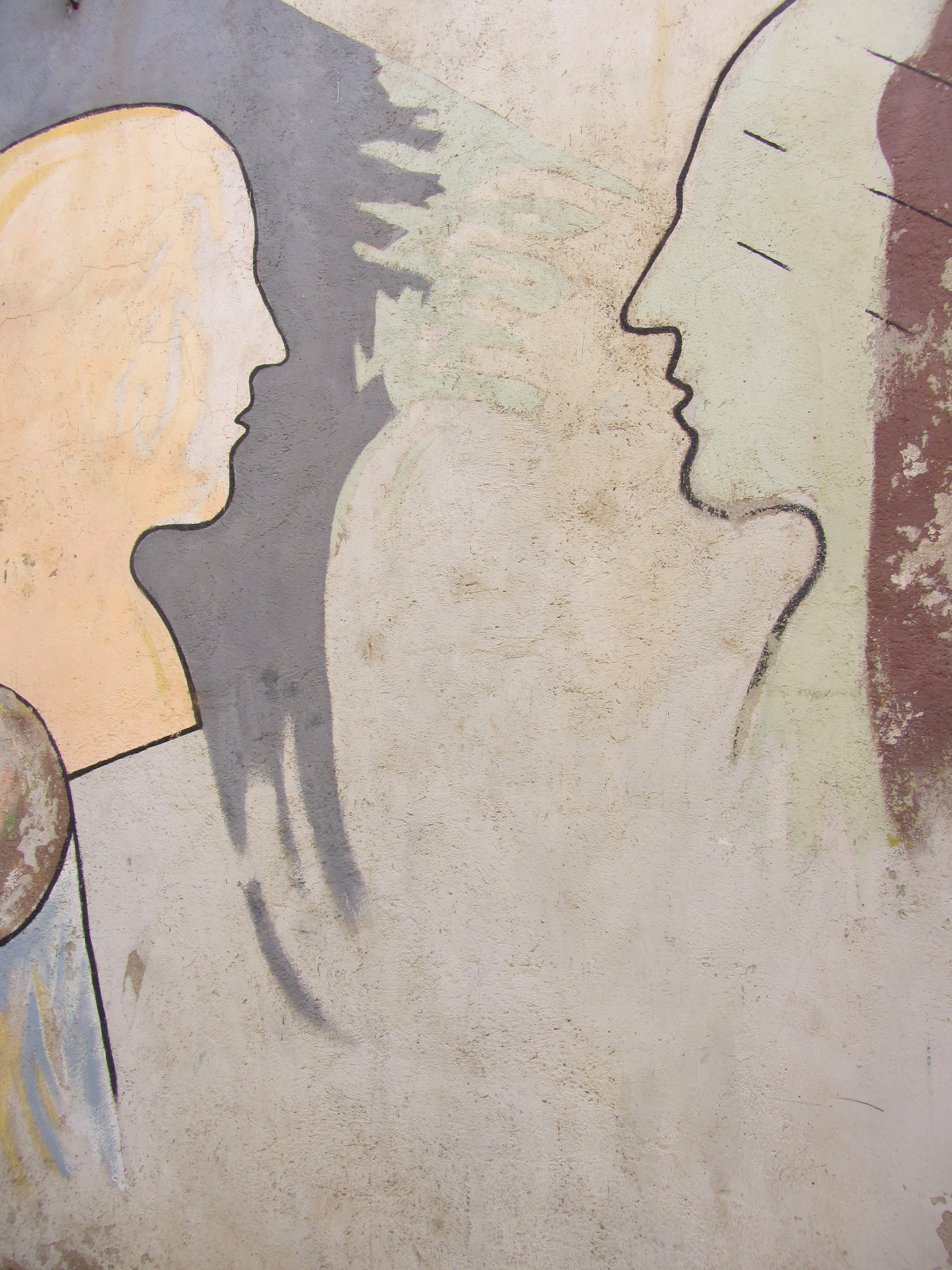
Ricardo Yrarrázaval. Mural 8 (detalle)
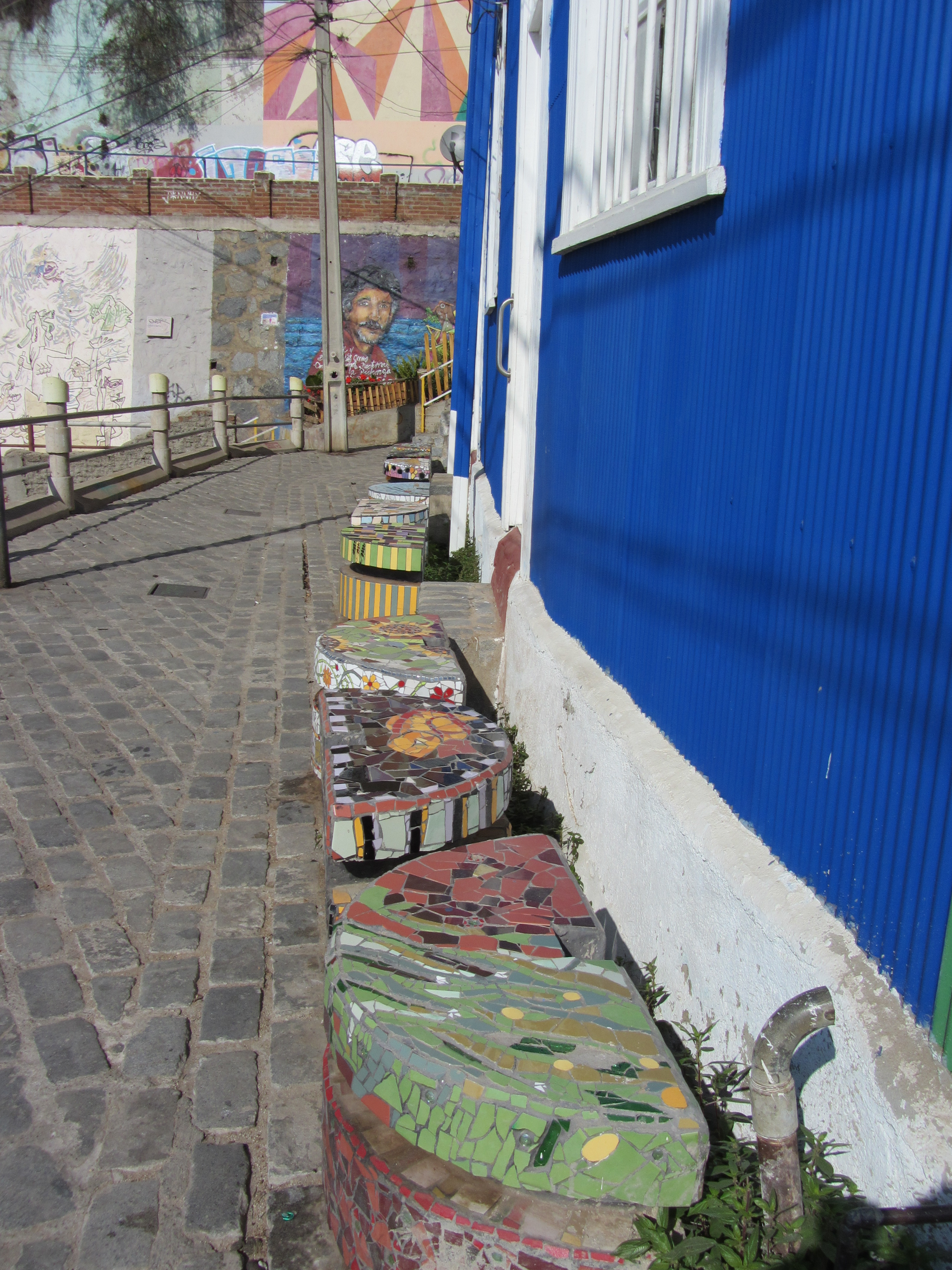
Pasaje Guimera con el mural de Matta al fondo a la izquierda